# نبرد کربلا
نبرد کربلا (عربی: مَعْرَكَة كَرْبَلَاء) در ۱۰ محرم ۶۱ هجری قمری (برابر ۱۳ اکتبر ۶۸۰ میلادی) معروف به روز عاشورا، اتفاق افتاد. این نبرد میان سپاه کم‌تعداد حسین بن علی، نوه محمد پیامبر اسلام، و سپاه اعزامی از سوی عبیدالله بن زیاد، حاکم اموی کوفه، در نزدیکی محلی به نام کربلا درگرفت. در این نبرد سپاه کوچک حسین در برابر سپاه اموی شکست خورد و وی به همراه اغلب مردان همراهش کشته و خانواده‌اش اسیر شدند.
حسین بن علی حکومت و زمامداری یزید بن معاویه را غیرشرعی و غیرقانونی می‌دانست که برخلاف سنت مسلمانان و پیمان صلح حسن مجتبی و معاویة بن ابی‌سفیان به شکلی موروثی به یزید رسیده بود. حسین حکومت اموی را ظالم و گمراه می‌دانست و اعلام کرد که برای اصلاح امور امت اسلام قیام کرده است. در مقابل، یزید بن معاویه، حسین را برای بیعت تحت فشار قرار داد و چون او حاضر به بیعت نبود، به جنگ برخاست. حسین بن علی، پس از آنکه در مدینه تهدید شد به مکه رفت و سپس با دریافت نامه‌های بیعت هوادارنش از شهر کوفه عازم آنجا گشت. وی در مسیر حرکت از مکه به کوفه در مواجهه با پیش‌قراولان سپاه کوفه، تغییر مسیر داد و در ۲ محرم به کربلا رسید. روز بعد، عمر بن سعد با ۴٫۰۰۰ نفر در کربلا اردو زد. در ۷ محرم آب را بر حسین بن علی و همراهانش بستند و در ۹ محرم، شمر با نامه‌ای از طرف عبیدالله بن زیاد، حاکم کوفه، وارد کربلا شد. او در این نامه به عمر بن سعد دستور داده بود با حسین بن علی بجنگد و او را بکشد و اگر این کار از دست او برنمی‌آید، فرماندهی را به شمر واگذارد. در ۱۰ محرم سپاهیان حسین بن علی و عمر سعد در مقابل هم قرار گرفتند. به روایت ابومخنف تعداد سپاه حسین ۳۲ سواره و ۴۰ پیاده و به روایت محمد باقر، نوه حسین، چهل و پنج سوار و صد نفر پیاده بود. در مقابل او، سپاه عمر بن سعد با جمعیت چند هزار نفری قرار داشت. جنگ کمتر از یک روز طول کشید و حسین و یارانش کشته شدند. پس از جان باختن حسین، سپاه عمر بن سعد بر پیکر حسین اسب تاختند و خیمه‌ها را تاراج کردند. پس از رویداد کربلا تعدادی از زنان و کودکان وابسته به سپاه حسین بن علی از جمله علی بن الحسین (زین العابدین) و زینب، اسیر و زندانی شدند و به کوفه و شام محل زمامداری یزید بن معاویه فرستاده شدند. در آنجا، آن‌ها را با گذراندن از بازار و مکان‌های شلوغ دمشق مورد اهانت قرار دادند.
هر چند به لحاظ نظامی ابعاد این نبرد بزرگ نبوده است اما اثر اعتقادی و سیاسی بزرگی داشته است. این نبرد، سرآغاز دومین جنگ داخلی میان مسلمانان بود. در بلندمدت، این رویداد از یک سو سبب تضعیف مشروعیت سیاسی حکومت بنی امیه شد، به‌طوری‌که پس از آن قیام‌های فراوانی با شعار خونخواهی حسین بر ضد آن حکومت رخ داد و در نهایت زمینه‌ساز سقوط آن شد. از سوی دیگر، نقشی چشمگیر بر شکل‌گیری هویت اجتماعی و اعتقادی شیعیان طی سده‌های بعد تا به امروز داشته است. این درگیری هر ساله و به تناوب با برگزاری یادمان‌ها و عزاداری‌ها روایت و حکایت می‌شود. از دیدگاه مسلمانان، کشته شدگان در نبرد کربلا شهید تلقی می‌گردند. پس از این نبرد حسین بن علی ملقب به لقب سیدالشهداء (سرور و آقای همه شهیدان) گردید. هر ساله شیعیان، علویان و شماری از اهل‌سنت و مذاهب دیگر ۱۰ روز نخست ماه محرم هر سال با برگزاری مراسم‌های سوگواری از آن واقعه یاد می‌کنند. عزاداری‌ها با رسیدن روز دهم (عاشورا) به اوج خود می‌رسد. شیعیان معتقد هستند فداکاری حسین بن علی و رسالت نبرد کربلا به فرمان الهی بوده است و این رخداد تاریخی را لازمه بیدار شدن و آگاه شدن امت اسلامی از غصب خلافت مسلمین به وسیله یزید می‌دانند.

## پیش‌زمینه

### دوران خلافت معاویه
در سال ۴۱ ه‍.ق/۶۶۱ م، مُعاویه، قلمروی خلافت را به‌چنگ آورده و حکومتِ آن را به خلافت اُمَوی تبدیل کرد. معاویه تا زمان مرگش در سال ۶۰ ه‍.ق/ ۶۸۰ م، حکومت را در اختیار داشت و کوشید تا زمینهٔ انتقالِ موروثیِ خلافت برای فرزندش یزید را فراهم سازد. این امر زمینهٔ مخالفت بزرگان جامعهٔ اسلامی را فراهم کرد. حسین بن علی و شیعیانِ هوادارِ وی خواستار پایبندی معاویه به عهدنامهٔ صلح مبنی بر عدم تعیین جانشین از سوی وی بودند و جمعی دیگر نظیر عبدالله بن زبیر و عبدالله بن عمر در پی ایجاد شورای خلافت بودند.
در دوران امامت حسن مجتبی و در زمان صلح وی با معاویه، حسین هم‌عقیده و هم‌موضع با برادرش حسن بود. وی گرچه با تسلیمِ حکومت به معاویه مخالف بود و حتی پس از صلح، با معاویه بیعت ننمود، ولی به این صلح‌نامه پایبند ماند. محمد باقر روایت می‌کند که حسن و حسین در این دوران در نماز به مَرْوان بن حَکَم که از سوی معاویه به حکومت مدینه گماشته شده بود، اقتدا می‌کردند. سید محمد عمادی حائری در دانشنامهٔ جهان اسلام با استناد به منابع شیعی چون حُرِّ عامِلی که اقتدا به شخص فاسِق را نهی می‌کنند و با توجه به برخوردهای تند حسین با مروان، اعتقاد به نادرست بودن این روایت دارد. حاج‌منوچهری می‌گوید هرچند حسین به عهدنامهٔ صلح حسن با معاویه پایبند بود، اما در کنار آن در قالبِ نامه‌هایی به معاویه، عدم مشروعیت خلافت معاویه و عدم بیعت با وی و نیز محکوم نمودن انتخاب یزید به جانشینی و انتقاد از عملکرد مروان و امویان را مطرح می‌کرد. گزارش‌ها نشان می‌دهد که شیعیانی مانند حُجْرِ بن عَدی حتی پیش از کشته شدن حسن بسیار به دیدن او می‌آمدند و از او تقاضا می‌کردند تا علیه معاویه قیام کند. اما بنا بر نوشته بلاذری پاسخ او همیشه این بود که «تا زمانی که معاویه هست کاری نمی‌توان کرد… امر این است که همیشه در فکر انتقام باشید… اما در مورد آن چیزی نگویید.»
در مقابل، به‌گفتهٔ ولیری در دانشنامهٔ اسلام، پس از صلح حسن و معاویه در سال ۴۱ ه‍. ق، حسین مبلغی مقرری بر اساس صلح‌نامه را پذیرفت و چندین بار به دمشق رفت، جایی که هدایای بیشتری به او می‌رسید. به‌گفتهٔ دانشنامهٔ جهان اسلام، از میان گزارش‌های مختلف در این‌باره از سوی یعقوبی، مسعودی، طبری، بلاذری، ابن اعثم، ابن شهرآشوب، شیخ مفید، ابن بابویه، و محمد بن بحر شیبانی، تنها طبری در دو بند به درخواست‌های مالی در صلح‌نامه اشاره می‌کند. ابن سَعد می‌نویسد که معاویه به حسین ۳۰۰٬۰۰۰ درهم هدیه کرد، اما به نظر نمی‌رسد که این دوستی ادامه پیدا کرده باشد؛ چون معاویه علی را بدنام می‌کرد و علویان را شکنجه می‌داد. در مدینه، مروان بن حکم تصمیم گرفت، هیچ جایی برای آشتی و مصالحه بنی‌هاشم و بنی‌امیه باقی نگذارد. وقتی حسن خواستگار دختر عثمان بن عَفّان، عایِشه، بود، اما مروان مداخله کرد و نگذاشت این وصلت شکل بگیرد؛ عایشه به عقد عبدالله بن زُبَیْر درآمد. این بی‌اعتنایی‌ها به بنی‌هاشم، حسین را بیش از حسن خشمگین می‌کرد. البته حسین وقتی که یزید خواهان اُمِّ‌کُلثوم دختر عبدالله بن جعفر بود، مانع از این وصلت شده و ام‌کلثوم را به عقد قاسم بن محمد بن ابوبکر درآورد. همچنین حسین برخلاف حسن، وقتی که مروان در اولین امارتش بر مدینه، علی را لعنت می‌کرد، واکنش شدیدی نشان داده و مروان و پدرش حَکَم را — که قبلاً از سوی محمد پیامبر اسلام طرد شده بودند — لعنت نمود.
به‌باور ویلفرد مادلونگ، وقتی که حسن آن‌گونه که گفته می‌شود بر اثر مسمومیت در بستر مرگ بود، شکِّ خود به معاویه در این مسمومیت را به حسین ابراز نداشت تا حسین اقدامی تلافی‌جویانه انجام ندهد. حسن وصیت کرد که در کنار پدربزرگش محمد دفن شود و اگر بر سر این مسئله اختلاف و خون‌ریزی به‌وجود آید، وی در کنار مادرش فاطمه زهرا دفن شود؛ ولی مروان بن حکم به بهانه اینکه قبلاً مردم نگذاشته بودند عثمان در بقیع دفن شود، مانع از دفن حسن در کنار محمد شد. حسین نیز به اتحادیهٔ قریش به نام حِلْفُ‌الْفُضول شکایت نمود و خواستار احقاق حقوق بنی‌هاشم در برابر بنی‌امیه شد. اما محمد حنفیه و دیگران سرانجام حسین را متقاعد کردند که حسن را در کنار مادرش به خاک بسپارند. در همین زمان شیعیان کوفه شروع به بیعت با حسین کردند و با پسران جُعدَة بن هُبَیْرَة مخزومی که نوه‌های اُمِّ‌هانی خواهر علی بن ابی‌طالب بودند، در خانه سلیمان بن صُرَد خُزاعی دیدار نمودند. آنان به حسین نامه‌ای نوشتند، که در آن ضمن اعلام تسلیت مرگ حسن و نفرت‌شان از معاویه، وفاداری خود را به حسین اعلام داشتند و از علاقه‌شان به حسین و اشتیاق‌شان برای پیوستن حسین به آنان خبر دادند. حسین در پاسخ به آنان نوشت که موظف است شرایط صلح حسن را رعایت کند و از آنان خواست که احساسات‌شان را بروز ندهند و اگر حسین تا زمان بعد از مرگ معاویه زنده ماند، آن وقت دیدگاهش را به شیعیان خواهد گفت.
عمرو بن عثمان، پسر خلیفهٔ سوم به مروان در مورد دیدارهای بسیاری از شیعیان با حسین در مدینه هشدار داد و مروان این را به معاویه نوشت. معاویه توسط مروان، حاکم مدینه، از رفت‌وآمدهای شیعیان با حسین مطلع می‌شد اما واکنشی نشان نمی‌داد. در این زمان معاویه از مروان حاکم مدینه خواست تا با حسین برخوردی نداشته باشد و عملی تحریک‌آمیز انجام ندهد. از سوی دیگر، در نامه‌ای به حسین، به وی وعده‌های سخاوتمندانه‌ای داد و توصیه کرد که مروان را تحریک نکند. این ماجرا با پاسخی مکتوب از سوی حسین خاتمه یافت که به نظر می‌رسد معاویه را نگران نکرد. عمادی حائری می‌نویسد که حسین نسبت به حسن در مقابل امویان برخورد تندتر و علنی‌تری داشت. حسین یک بار با مروان به خاطر توهین به فاطمه زهرا برخورد سختی کرد و همچنین در برابر دشنام دادن به علی از سوی امویان واکنش شدیدی نشان می‌داد. اما عمادی حائری در عین حال با استناد به مفهوم امامت در شیعه و همچنین از نظر تاریخی معتقد است که این دو برادر به‌طور کلی دارای موضع‌گیری یکسانی بوده‌اند و برای اثبات این مدعا به قضیهٔ کفن و دفن حسن اشاره می‌کند. به‌نقلی، معاویه در نامه‌ای تهدیدآمیز، حسین را از فتنه بازداشت، و حسین در پاسخی تند به او نوشت: «من فتنه‌ای بالاتر از ولایت تو بر این اُمَّت نمی‌شناسم». یک بار مروان نامه‌ای تهدیدآمیز به حسین نوشت و به وی در مورد بروز تفرقه در امّت اسلامی هشدار داد که با پاسخ قاطعی از سوی حسین مواجه شد و حسین معاویه را به خاطر اینکه به زیادِ بن اَبیهْ به‌خاطر همبستر شدن مادر زیاد با ابوسفیان لقب برادر داده بود، مورد نکوهش قرار داد و به‌خاطر اعدام حجر بن عدی به معاویه اعتراض نمود و به تهدیدها اعتنایی نکرد. معاویه به اطرافیان و دوستانش از حسین شکایت کرد، اما از تهدید بیشتر خودداری نمود و هدیه فرستادن به حسین را ادامه داد.
در زمان حکومت معاویه دو عمل مهم از حسین بن علی در منابع تاریخی ثبت شده است: نخست هنگامی که در مقابل چندی از بزرگان بنی‌امیه در مورد حق مالکیت خود بر یک سری زمین‌ها ایستاد و دوم آنکه از تقاضای معاویه برای پذیرش یزید به‌عنوان ولیعهد معاویه با این دیدگاه که تعیین ولیعهد بدعتی در اسلام است سر باز زد. بعد از مرگ حسن، حسین صاحب بیشترین احترام در بنی‌هاشم بود و با وجود اینکه افرادی مانند عبدالله بن عباس از لحاظ سِنّی از وی بزرگ‌تر بودند، با وی مشورت می‌کردند و نظر او را به کار می‌بستند.
در هنگامی که معاویه برای یزید بیعت جمع می‌کرد، حسین از معدود کسانی بود که بیعت را رد کرد و معاویه را محکوم کرد. سید محمد عمادی حائری بر این باور است که وی هدایای معاویه را قبول نکرد. معاویه به یزید توصیه کرد که با حسین با نرمش برخورد کند و او را به بیعت مجبور نکند.

#### خطبه منا
یک یا دو سال پیش از مرگ معاویه، و در زمانی که او در تلاش بود برخلاف پیمان صلحش با حسن فرزندش یزید را به ولایتعهدی و سپس خلافت مسلمین برساند، حسین از این وضعیت احساس خطر کرد و از بزرگان جهان اسلام دعوت نمود تا در ایام حج در سرزمین مِنا جمع شوند و پیامش را بشنوند. به‌دنبال این دعوت، حدود هفتصد نفر از تابعین و دویست نفر از اصحابِ پیامبر اسلام در منا گرد آمدند. حسین در آغاز سخنش — که بعدها به «خطبهٔ منا» معروف شد — با «طاغیه» خواندنِ معاویه به افشاگری پیرامون عملکردِ او و دستگاه بنی‌امیه و خصوصاً آنچه علیه اهل بیت و شیعیان انجام داده بودند، پرداخت و از حاضران خواست تا این مطالب را ثبت و ضبط کرده و به‌هنگامِ بازگشت به شهرهای خود به گوش افرادِ مورد اطمینان برسانند تا از خطرات و آسیب‌های به حکومت رسیدنِ یزید جلوگیری نمایند. در ادامهٔ خطبه نیز به ذکر فضائلی از علی بن ابی‌طالب و جایگاه فریضهٔ امر به معروف و نهی از منکر در جامعه و مسئولیت علما و بزرگان اسلام در تحقق این اصل و نقش ایشان در روشنگری افکار عمومی پرداخت. ایراد این خطبه در جمعِ بزرگان صحابه و تابعین، فرصت مناسبی برای حسین بود که پیام خود را از سرزمین منا به گوش جهان اسلام برساند و نخبگان، اصحاب خاص پیامبر و رجال اسلام را در جریان شرایط عمومی دنیای اسلام قرار دهد و از این طریق، خطر و توطئه‌های دستگاه اموی را افشا نماید.

## خودداری از بیعت با یزید
معاویه کوشید تا پسران بزرگان اصحاب محمد از جمله حسین را وادار به بیعت با یزید کند، اما وی نپذیرفت. وی، این عمل را به‌خاطر اینکه خلاف صلح‌نامهٔ حسن و خلاف اصل شورای عمر در تعیین خلیفه بود، رد کرد. معاویه در نیمه رجب سال ۶۰ هجری قمری مرد و پسرش یزید جانشین وی شد. بلافاصله پس از مرگ معاویه (۱۵ رجب ۲۲/۶۰ آوریل ۶۸۰) به فرمان یزید، ولید بن عتبه حاکم مدینه، حسین و عبدالله بن زبیر و عبدالله بن عمر را در ساعت غیرمعمول به قصر حکومتی فراخواند تا آنان را مجبور به بیعت با یزید کند. هر دو می‌دانستند که معاویه درگذشته است و می‌خواستند بیعت با یزید را رد کنند، اما بیم داشتند. عبدالله بن زبیر شبانه به مکه گریخت. به‌گفتهٔ ولیری حسین به همراه پیروانش به قصر آمد و مرگ معاویه را تسلیت گفت اما بیعت پنهانی با یزید را به بهانه اینکه بیعت باید در ملاء عام باشد، دو روز به تعویق انداخت ولید که تمایلی به درگیری با حسین نداشت، پذیرفت؛ که این امر باعث عزلش شد. اما مروان که می‌دانست اگر حسین از جلسه خارج شود، دیگر بدون جنگ نمی‌توان به او دست یافت، به ولید گفت که حسین را زندانی کند تا بیعت نماید درغیراین‌صورت سریعاً همان‌جا او را بکشد. حسین هنگام خروج از نزد ولید، عدم بیعت کسی مثل او با مثل یزید را عنوان کرد. سرانجام حسین در شب به همراه خاندانش به مکه رفت، اما برای این منظور از راه اصلی به جای راه فرعی گذر کرد. در این سفر، زنان و فرزندان، برادران حسین و پسران حسن، با وی بودند. محمد حنفیه با وی نیامد و به حسین مکرراً تذکر داد که قبل از اینکه از بیعت اهل عراق با خودش مطمئن نشود، به آنجا نرود. دانشنامهٔ ایرانیکا روایت واقدی در مورد گریختن حسین و عبدالله بن زبیر به‌همراه یکدیگر را رد می‌کند. شرایطی که به‌خاطر وجود حسین و عبدالله در مکه به‌وجود آمده بود، یک وضعیت عادی نبود. مردم مکه به حسین گرایش داشتند و عبدالله به‌خاطر این موضوع به حسین حسادت می‌کرد. حسین در مکه در خانهٔ عباس بن عبدالمطلب به سر می‌بُرد و چهار ماه آنجا بود.

## دعوت نامه کوفیان

### دعوت کوفیان از حسین و فرستادن مسلم
خبر مرگ معاویه با خوشحالی کوفیان که اکثر شیعی بودند مواجه شد. سران شیعیان کوفه در خانهٔ سلیمان بن صرد خزاعی جمع شده و در نامه‌ای به حسین، خدا را به‌خاطر پایان یافتن حکومت معاویه شکر کرده، معاویه را خلیفه‌ای ناحق و غصب‌کنندهٔ آن بدون شایستگی نامیده و اذعان داشتند که دیگر حکومت بنی‌امیه را تحمل نکرده و آنان را غارت‌گر اموال فیء و توزیع‌کنندهٔ اموال خدا بین ثروتمندان و کُشندهٔ بهترین مسلمانان (اشاره به کشتار حجر بن عدی و پیروانش) و زنده‌باقی‌نگهدارندهٔ بدترین مردمان نامیدند. کوفیان بیان داشتند که نماز جمعهٔ این هفته را به اقامت نعمان بن بشیر — والی کوفه که از سوی معاویه گماشته شده بود — برگزار نخواهند کرد و اگر حسین راغب به آمدن باشد، نعمان را از کوفه بیرون خواهند نمود. ساکنین کوفه و سران قبایل آن، به حسین هفت قاصد با کیسه‌های فراوان از نامه فرستادند که دو قاصد نخست در ۱۰ رمضان ۱۳/۶۰ ژوئن ۶۸۰ به مکه رسیدند. بسیار نامه‌های دیگری به حسین رسید که برخی از آن‌ها در جهت همرنگ شدن با جماعت کوفی بوده؛ مانند نامه‌های شبث بن ربعی و عمرو بن حجاج که در کربلا به جنگ با حسین رفتند. حسین در پاسخ به آن‌ها نوشت که حس اتحاد آن‌ها را درک کرده و بیان داشت که امامِ امت باید بر طبق کتاب خدا عمل کرده و اموال را با صداقت تقسیم کرده و خود را وقف خدمت به خداوند نماید. با این وجود، قبل از هر کاری، صلاح را آن دید که پسرعمویش مسلم بن عقیل را به آنجا فرستاده تا شرایط را بررسی کند. رسول جعفریان با برشمردن سابقهٔ بد کوفیان در زمان علی و حسن، استدلال می‌کند که با این وجود با توجه به اطلاع حسین از نقشهٔ یزید در قتل وی، در آن زمان برای حسین راه بهتری وجود نداشت. چرا که به‌عنوان مثال احتمال رفتن به یمن نیز به دلیل نفوذ حکومت موفقیت‌آمیز نبود. وی به این نکته اشاره می‌کند که همهٔ کسانی که معترض خروج حسین بودند، وی را به پذیرش حکومت یزید ولو به‌طور موقت نصیحت می‌کردند و اینکه حسین بن علی به‌هیچ‌وجه نمی‌خواست موافقتی با یزید و حاکمیت او داشته باشد، حتّی اگر این مخالفت به کشته‌شدن او منجر شود.

در مکه؛ حسین با یکی از شیعیان اهل بصره به همراه دو پسرش دیدار کرد و به سران قبایل پنجگانهٔ مهم در امور مشورتی بصره نامه‌هایی یکسان نوشت. او در نامه نوشت: 
خداوند محمد را بهترین بندگان خود قرار داد و خانواده و اهل بیتش را وصی و وارث خود نمود، اما قریش این حق را — که به اهل بیت منحصراً تعلق داشت — از آن خود دانست. اما اهل بیت به‌خاطر وحدت امت با این امر موافقت نمود. آنانی که حق خلافت را غصب نمودند، با این حال حق را به پا داشتند و درود خدا بر آنان و اهل بیت محمد باد. قرآن و سنت محمد را به یاد شما امت می‌آورم. دین خدا نابود شده و بدعت‌ها در دین گسترش یافته است. اگر از من اطاعت کنید شما را به راه حق رهنمون خواهم شد.
ویلفرد مادلونگ معتقد است که محتویات این نامه بسیار شبیه به دیدگاه‌های علی در مورد حق پایمال‌شدهٔ خلافتش و در عین حال ستایش جایگاه ابوبکر و عمر است. با اینکه نامه‌های حسین نزد سران بصره مخفی مانده بود، اما یکی از آنان شک کرد که این نامه از سوی ابن زیاد باشد تا به‌وسیلهٔ آن میزان وفاداری آنان را به خلافت یزید بسنجد و آن شخص نامه را پیش ابن زیاد آورد. ابن زیاد در پاسخ قاصدی را که از سوی حسین به بصره آمده بود، گردن زده و به بصریان در مورد اقدامات شدیدتر هشدار داد.
حسین، مسلم را به‌همراه چند تن دیگر به کوفه فرستاد و سفارش کرد که مأموریتش مخفی بماند. مسلم در اوایل شوال ۶۰/ژوئیهٔ ۶۸۰ به کوفه رسید و نامهٔ حسین را برای مردم خواند. مردم کوفه به‌سرعت با مسلم بیعت نموده و حتی مسلم به منبر مسجد کوفه رفت و در آنجا مردم را مدیریت نمود. گفته می‌شود ۱۸٬۰۰۰ تن برای یاری حسین با مسلم بیعت نمودند. طرفداران بنی‌امیه و کسانی چون عمر بن سعد، محمد بن اشعث و عبدالله بن مسلم، در نامه‌هایی گزارش وقایع و ناتوانی نعمان بن بشیر، حاکم وقت کوفه، را به یزید رساندند. به‌گفتهٔ نجم حیدر در دانشنامهٔ اسلام، نعمان در برابر فعالیت‌های مسلم اقدام قاطعانه‌ای انجام نداد. یزید که دیگر اعتمادی به نعمان نداشت، عزل و عبیدالله بن زیاد را — که والی بصره بود — به‌جای او گماشت. عبیدالله فرمان یافت تا سریعاً به کوفه رفته و آشوب‌ها را بخواباند و با مسلم بن عقیل برخورد شدید کند. وی با لباس مبدل و تغییر قیافه به کوفه وارد شد و اقدامات شدیدی در برخورد با هواداران حسین انجام داد که آنان را وحشت‌زده کرد. بهرامیان می‌گوید او با شناختی که از کوفیان داشت، با انواع اقداماتی مانند تهدید، تطمیع و شایعه‌افکنی توانست کوفه را از هواداران حسین بستاند و نیز با قطع رابطه میان حسین و کوفیان، سپاهی از کوفه برای جنگ با حسین بفرستد و به هدف اصلی بنی‌امیه که کشتن حسین در هر شرایطی بود برسد. پس از اینکه اقدامات مسلم و کوفیان در شورش و تصرف قصر کوفه به جایی نرسید، مسلم مخفی شد؛ اما سرانجام مکانش لو رفت و در تاریخ ۹ ذی‌الهجه ۱۱/۶۰ سپتامبر ۶۸۰ پس از آنکه گردنش را زدند، از بام قصر کوفه و در ملأ عام به پایین انداختند. هانی بن عروه رهبر قبیلهٔ مراد نیز به‌خاطر اینکه مسلم را پناه داده بود، مصلوب گردید. یزید طی نامه‌ای ابن زیاد را به‌خاطر برخورد شدیدش مورد تقدیر قرار داد و به وی فرمان داد که مراقب حسین و پیروانش باشد و دستگیرشان کند ولی فقط آنهایی را که قصد جنگ داشتند بکشد. این در حالی بود که مسلم، نامه‌ای بسیار خوشبینانه حاکی از موفقیت‌آمیز بودن تبلیغاتش و هزاران بیعت از سوی مردم کوفه، به سوی حسین فرستاده بود.

### رفتن از مکه به کوفه
با وجود توصیه‌های محمد حنفیه، عبدالله بن عمر و اصرارهای پی‌درپی ابن‌عباس در مکه و حتی توصیه‌های عبدالله بن زبیر — که جنبهٔ ریاکارانه داشت، زیرا عبدالله بسیار تمایل داشت که مکه از وجود رقیبانِ دیگرِ حکومت پاک شود — حسین از تصمیمش منصرف نشد. ابن‌عباس خیانت کوفیان به علی و حسن را به حسین یادآوری می‌نمود و التماس کرد که زنان و کودکان را در این سفر با خود نبرد. حسین از توصیه‌هایش تقدیر نمود و بیان داشت که کار خود را به خدا واگذار کرده است. ویلفرد مادلونگ می‌نویسد که اکثر روایات حاکی از آن هستند که عبدالله بن زبیر به حسین اصرار می‌کرد تا به شیعیانش در کوفه بپیوندد تا عرصه مکه از رقیبی چون حسین پاک گردد. اما روایات دیگری هم هستند که حاکی از میل عبدالله بن زبیر به حمایت از حسین در صورت قیام در مکه هستند. حسین که از وقایع کوفه خبر نداشت و در تاریخ ۸ یا ۱۰ ذی‌الهجهٔ ۱۰/۶۰ یا ۱۲ سپتامبر ۶۸۰ آمادهٔ عزیمت به سمت کوفه گردید و به جای حج، عمره را انجام داد و با بهره از غیبت والی مکه، عمرو بن سعید بن عاص که درحال انجام حج در حومهٔ شهر بود، به‌همراه گروهش مخفیانه از شهر خارج شد. ۵۰ مرد از خویشاوندان و دوستان حسین — که می‌توانستند در صورت نیاز بجنگند — به همراه زنان و کودکان، همراه حسین بودند. مکان‌های توقف حسین در مسیر مکه به کوفه در منابع طبری و بلاذری ذکر شده و ولهاوزن تاریخ‌نگار آلمانی به آن‌ها اشاره کرده است. بعد از عزیمت حسین، عبدالله بن جعفر نامه‌ای به همراه دو پسر خود عون و محمد به حسین نوشت و به وی التماس کرد که برگردد.
عبدالله بن جعفر که پسرعموی حسین بن علی بود، به حاکم مکه، عمرو بن سعید بن عاص، نامه‌ای نوشت که از وی خواست که در صورت بازگشت حسین به مکه، امان‌نامه‌ای برایش بنویسد که جانش تضمین گردد. عمرو بن سعید بن عاص حاکم مکه در پاسخ، عبدالله بن جعفر را با لشکری به سرکردگی برادر خود یحیی سوی حسین فرستاد تا او را متقاعد کنند. وقتی که دو گروه به هم تلاقی کردند، از حسین خواستند که برگردد، اما حسین در پاسخ گفت که در عالم رؤیا پدربزرگش محمد را دیده است که از وی خواسته تا به راهش ادامه دهد و تقدیر را به خدا واگذار کند و در پی آن نزاع خفیفی بین دو گروه صورت گرفت و دو پسر عبدالله بن جعفر، عون و محمد به حسین پیوستند و در روز عاشورا همراه وی کشته شدند.
در منزلگاه تنعیم، حسین با کاروانی از یمن که روناس و حله برای یزید می‌بردند، مواجه شد و بیان داشت که چون او حاکم شرعی و یزید حاکم جائر است، این حق را دارد که اموال حکومت را تدبیر کند. وی اموال این کاروان را مصادره نمود و به صاحبان شتر کاروان گفت که با وی تا عراق بیایند و در آنجا کرایه کل راه را به آنان بپردازد یا در همین‌جا به مقدار راهی که آمده‌اند، کرایه آنان را بدهد. حسین در راه با افراد گوناگونی روبرو شد. فرزدق شاعر را دید که در پاسخ پرسش حسین صراحتاً به وی گفت دل‌های اهل عراق با تو اما شمشیرهاشان در خدمت امویان. اما تصمیم حسین تزلزل‌ناپذیر بود و در پاسخ کسانی که می‌کوشیدند او را منصرف سازند، می‌گفت که مقدرات امور به دست خداست و خدا بهترین امر را برای بندگان می‌خواهد و خداوند با کسی که بر حق باشد، دشمن نخواهد بود. زهیر بن قین بجلی که از حامیان عثمان بود و در راه مکه تا کوفه هم مسیر حسین شده بود، در طی سفر خیمه‌اش را دور از خیمه‌های حسین برپا می‌داشت، در جایی مجبور به برپاداشتن خیمه‌اش نزدیک خیمه‌های حسین شد. حسین از وی دعوت نمود تا به گروهش بپیوندد و در خلال این دیدار زهیر دیدگاهش عوض شد و به حسین پیوست و از بهترین یارانش شد.
عبیدالله بن زیاد سربازانش را در جای جای مسیر حجاز تا کوفه گماشته بود و به هیچ‌کس اجازه نمی‌داد که از محدوده قلمروهای مسدود شده خارج شود یا به قلمرویی دیگر وارد گردد و رئیس پاسبان‌هایش حصین بن تمیم را به قادسیه فرستاد تا تمامی راه‌های حجاز به عراق را ببندد. حسین توسط بادیه نشینان که از ورود به کوفه منع شده بودند از این دستور عبیدالله مطلع گردید اما تحت تأثیر قرار نگرفت و به مسیرش ادامه داد. در ثعلبیه، برای اولین بار توسط برخی مسافران از خبر قتل مسلم بن عقیل و هانی بن عروه مطلع شد. بنا بر روایتی، وی تصمیم گرفت که برگردد. اما پسران عقیل تصمیم گرفتند که انتقام برادرشان را از عبیدالله بگیرند یا در این راه کشته شوند. این بود که حسین از تصمیمش برای بازگشت تغییر عقیده داد. البته مادلونگ صحت روایت فوق را مورد تردید می‌داند. رسول جعفریان معتقد است علت پیشروی حسین به سمت کوفه، حتّی پس از شنیدن خبر کشته‌شدن مسلم بن عقیل، امید وی و همراهانش به پیروزی بوده است. وی به گفتارهای نقل‌شده در آن زمان در احتمال پیروزی اشاره می‌کند به این مضمون که جذبهٔ حسین بن علی از مسلم بن عقیل بیشتر است و مردم کوفه با دیدن وی به یاریش می‌شتابند. جعفریان علت همراهی خانواده حسین در سفر به سمت کوفه را نیت او برای گرفتن حاکمیت از دست یزید می‌داند؛ چرا که در صورت پیروزی در عراق، حجاز همچنان در دست اموی‌ها می‌ماند و می‌توان حدس زد که آن‌ها با اهل بیت حسین چگونه رفتار می‌کردند.
حسین در زُباله دریافت که قاصدش قِیس بن مُسَهَّر صیداوی — یا برادر رضاعی حسین عبدالله بن یقطر — که از حجاز به کوفه فرستاده شده بود تا آمدن قریب‌الوقوع حسین را به کوفیان اطلاع دهد، لو رفته، و با پرتاب شدن از بام قصر کوفه، کشته شده است. حسین با شنیدن این موضوع به حامیانش گفت که با توجه مسائل غم‌بار پیش‌آمده مانند خیانت کوفیان، هر کس مجاز است که از کاروان حسین جدا گردد. تعدادی از کسانی که در راه به حسین پیوسته بودند از وی جدا شدند اما کسانی که از حجاز با وی بودند، او را ترک نکردند. به‌گفتهٔ جعفریان این اخبار نشان می‌داد که اوضاع کوفه دگرگون شده و شرایط با زمانی که از زبان مسلم گزارش شده بود کاملاً فرق کرده است. برای حسین روشن شده بود که دیگر رفتن به کوفه با توجه به ارزیابی‌های سیاسی درست نیست.
در منطقهٔ شراف یا ذوحسم سوارانی به سرکردگی حر بن یزید پدیدار شده و از آنجا که هوا گرم بود، حسین دستور داد به آنان آب داده شود و سپس در آنجا به لشکریان حر انگیزه‌های حرکتش را اعلام کرد و گفت:
شما امامی نداشتید و من وسیلهٔ اتحاد امت شدم. خاندان ما از همه کس به امر حکومت شایسته‌تر است و کسانی که این امر را در اختیار دارند شایستگی‌اش را نداشته و ناعادلانه حکومت می‌کنند. اگر حامی من باشید به سمت کوفه خواهم رفت. اما اگر دیگر مرا نمی‌خواهید من به مکان اولم باز خواهم گشت.
اما کوفیانِ همراهِ حر پاسخ ندادند. سپس حسین نماز عصر را به اقامهٔ خویش برپا داشت و حتی حر و کوفیان به حسین اقتدا کردند. بعد از نماز، دوباره سخنانش را به کوفیان یادآوری نموده و از حق خاندان محمد و مستحق بودن این خاندان در امر خلافت سخن گفت و به نامه‌هایی که کوفیان به وی نوشته بودند، اشاره نمود. حر که از نامه‌هایی که کوفیان برای حسین فرستاده بودند خبر نداشت — با وجود اینکه حسین دو کیسه که پر از نامه‌های کوفیان بود را به وی نشان داد — تغییری در تصمیمش حاصل نشد و اذعان داشت که وی جزو کسانی که نامه به وی نوشته‌اند نبوده و تحت فرمان ابن زیاد است. او فرمان داشت که حسین و همراهانش را بدون جنگ پیش ابن زیاد ببرد و بر آن بود که حسین را به این موضوع متقاعد کند. اما وقتی دید که حسین کاروانش را به حرکت درآورد، دیگر جرئت نکرد این موضوع را پیگیری کند. اما مادلونگ و بهرامیان می‌نویسند که وقتی حسین آماده حرکت شد، حر سد راهش شد و گفت که اگر حسین فرمانی که ابن زیاد به حر داده را نپذیرد، حر نخواهد گذاشت که به مدینه یا کوفه برود و به حسین پیشنهاد داد که نه به کوفه و نه به مدینه رود، بلکه به یزید یا ابن زیاد نامه بنویسد و خودش هم نامه‌ای به ابن زیاد بنویسد و منتظر دستور وی بماند، به این امید که با دریافت پاسخی بتواند از این آزمون سخت اجتناب ورزد. اما حسین پیشنهادهایش را نپذیرفت و به سمت چپ و به طرف عذیب یا قادسیه به راه افتاد. حر به وی گوشزد کرد که من به‌خاطر تو این کار را می‌کنم و اگر جنگی صورت گیرد تو کشته خواهی شد. اما حسین از مرگ نمی‌ترسید و در منطقه‌ای به نام نینوا — از بخش‌های سواد کوفه — توقف کرد. همچنین حر نتوانست مانع از ورود چهار تن از شیعیان کوفه به سپاه حسین گردد.
در منزلگاهی، حسین خطابه‌ای خواند و گفت: «من مرگ را جز شهادت و زندگی با ظالمان را جز سختی نمی‌بینم.» در منزلگاهی دیگر، با بیان علت مخالفت با حکومت، خویش را معرفی کرد و تلخی بیعت‌شکنی کوفیان با پدر و برادرش را یادآوری نمود و گفت: «این قوم به فرمانبرداری شیطان گردن نهاده‌اند و فرمانبری خدای رحمان را واگذارده‌اند.» سپس در بین راه، از پذیرش پیشنهاد رفتن به سوی قبیلهٔ طی سر باز زد و پیمانش با حر دربارهٔ عدم بازگشت را یادآوری نمود. پس از منزلگاه قصر بنی‌مقاتل، حسین رؤیایی دیده و دو یا سه بار استرجاع گفت و در پاسخ علی‌اکبر — که علت را پرسید — خبر از نزدیکیِ کشته شدن خود و یارانش را داد. قاصدی از ابن زیاد به سمت حر آمد و نامه‌ای به حر داد که در آن ابن زیاد فرمان داده بود که حسین در هیچ جایی که دسترسی به آب و دژ مستحکم داشته باشد، توقف نکند. عبیدالله با این نامه می‌خواست که حسین را به جنگ وادارد. زهیر بن قین به حسین پیشنهاد کرد که به لشکر حر که اندک بودند حمله کند و روستای مستحکم عکر را تصرف کند، اما حسین نپذیرفت، به این دلیل که نمی‌خواست آغازکنندهٔ جنگ باشد.

### ورود حسین به کربلا تا روز تاسوعا
در دوم محرم، حسین در منطقهٔ کربلا از توابع نینوا خیمه زد. در روایتی از محمد باقر آمده که پشت خیمه‌های کاروان حسین، نیزاری بود و این پوشش گیاهی مانع از محاصره توسط کوفیان می‌شد و تنها راه رویارویی از روبه‌رو بود. در روز سوم محرم با ورود لشکر ۴٬۰۰۰ نفره به فرماندهی عمر بن سعد — که از طرف عبیدالله بن زیاد برای سرکوب شورش دیلمیان در توابع ری تدارک شده بود — وضعیت حسین و سپاهش وخیم تر شد. عمر بن سعد به‌عنوان فرزند یکی از صحابه محمد، تمایلی به جنگیدن با حسین نداشت و تلاش‌هایی بی‌فرجام برای رهایی از مسئولیت رویارویی با حسین انجام داد. اما ابن زیاد گفت که اگر از این فرمان سرپیچی کند، حکومت ری در کار نخواهد بود. ابن سعد با شنیدن این موضوع، از ابن زیاد اطاعت کرد به امید اینکه حداقل از جنگ با حسین جلوگیری کند. اول از هر کاری، عمر بن سعد نامه‌ای به حسین فرستاد تا از قصدش برای آمدن به عراق بپرسد. پیکی به ابن سعد رسید که حاکی از تمایل حسین به عقب‌نشینی بود و حسین گفت که به علت نامه‌های کوفیان به عراق آمده و اگر مردم عراق وی را دیگر نمی‌خواهند، وی به مدینه باز خواهد گشت. ابن سعد موضوع را به ابن زیاد گزارش داد، ابن زیاد اصرار کرد که حسین حتماً باید با یزید بیعت کند و اگر حسین بیعت را پذیرفت، منتظر دستور بعدی بماند.
اندک زمانی پس از آن به عمر بن سعد دستور داده شد از دستیابی حسین و یارانش به آب جلوگیری کنند. پس از حرکت سپاه ابن سعد، ابن زیاد همچنان به کار جمع‌آوری و ارسال سپاه برای ملحق شدن به لشکر ابن سعد ادامه داد. ظاهراً پس از عزیمت ابن سعد، تا حدودی علت اصلی ارسال لشکر — که مقابله با حسین بود — روشن شد، چراکه حتی پرداخت عطا برای جمعی از مردم — که باید به سپاه می‌پیوستند — کارساز نبود و گروه‌هایی از سپاه نیز جدا می‌شدند؛ ازاین‌رو ابن زیاد دست به تهدید زد.
در عین حال ابن سعد تمایل داشت که با حسین به توافق برسد و مذاکرات شبانه را با حسین شروع کرد. این مذاکرات، بخش اعظم شب به درازا کشید. کسی مذاکرات بین این دو را نشنید ولی شایعاتی وجود دارد مبنی براینکه حسین پیشنهاد داد هر دو نفر سپاهشان را واگذارند و با هم به دیدار یزید بروند. اما عمر بن سعد از ترس توبیخ و تنبیه ابن زیاد، این پیشنهاد را نپذیرفت. گرچه کسی در این مذاکرات حضور نداشته، اما اکثر راویان نقل می‌کنند که حسین سه پیشنهاد داد:
1. به مرزها برود و همانند یک سرباز عادی با کفار بجنگد؛
2. با یزید بیعت کند و به وی بپیوندد؛
3. به جایی که از قبل آمده بود، بازگردد.[۱۰۷]

البته عقبة بن سمعان — غلام رباب، همسر حسین که از بازماندگان لشکر حسین در واقعه کربلا بود — شدیداً این روایت را رد می‌کند. او گواهی می‌دهد که حسین هیچ‌گاه پیشنهادی نداد و فقط سرزمین کربلا را ترک کرد و به جایی رفت تا تکلیف کار جنگ مشخص گردد. ویلفرد مادلونگ معتقد است که این روایت پیشنهاد از سوی حسین که تسلیم یزید شود با دیدگاه‌های مذهبی اش تناقض دارد و احتمالاً منابع اولیه قصد دارند که مسئولیت کشته شدن حسین را به گردن ابن زیاد بیندازند نه یزید. بهرامیان این گفته‌ها را شایعاتی می‌داند که از ابن سعد نشأت می‌گرفت و او چنین مضامینی را در نامه به ابن زیاد نوشت. بهرامیان ادامه می‌دهد این نامه احتمالاً بخشی از برنامهٔ تخریب چهرهٔ حسین بوده، زیرا بعید است ابن سعد این اندازه به ابن زیاد دروغ گزارش کرده باشد. به‌گفته رسول جعفریان، شمر در تغییر نظر ابن زیاد در ردّ پیشنهاد حسین مبنی بر رفتن او به یکی از سرحدات کشور اسلامی یا بازگشت به مدینه مؤثر بود. وی با اشاره به منابع اولیه همچون تاریخ طبری و الکامل فی التاریخ تأکید می‌کند که حسین بن علی در هیچ مرحله‌ای نخواست تا اجازه دهند نزد یزید برود و بیعت کند.
در هفتم محرم، نامه‌ای از ابن زیاد به ابن سعد مبنی بر دستور قطع آب بر اردوی حسین رسید. عمر بن سعد لشکری ۵۰۰ نفره به فرماندهی عمرو بن حجاج زبیدی را بر فرات گماشت. به مدت سه روز، حسین و یارانش تشنگی را متحمل شدند. شبانه گروهی ۵۰ نفره و با شهامت به فرماندهی عباس به سمت فرات یورش بردند اما تنها مقدار کمی مشک آب توانستند بیاورند.
ابن زیاد موافق شرایط فعلی و مفاد نامه‌ای بود که ابن سعد در آن، پیشنهادها را از زبان حسین نوشته بود. اما در این زمان، شمر بن ذی‌الجوشن — از هواداران سابق علی که برای وی در صفین جنگیده بود — به ابن زیاد پیشنهادی شیطانی داد. او اصرار داشت که ابن زیاد باید حسین را مجبور به تسلیم کند. چون حسین به قلمرو حکومتی ابن زیاد وارد شده بود و اگر با حسین مصالحه کند، نشان‌دهندهٔ ضعف ابن زیاد و قدرت حسین است. ابن زیاد با شنیدن سخنان شمر، رأیش تغییر کرد. بهرامیان معتقد است که احتمالاً این صحنه‌سازی‌ها انجام شد تا ابن زیاد در هدف خویش — که کشتن حسین بود — یک گام پیش رود و تنش و درگیری بیعت با یزید را به تسلیم شدن در برابر خویش تغییر دهد، چراکه پاسخ حسین را از پیش می‌دانست. در نهم محرم شمر به کربلا رسید. وی حامل پیغامی برای ابن سعد بود که ابن زیاد به عمر بن سعد فرمان داد که اگر حسین تسلیم نشود، به وی حمله کند یا عمر بن سعد فرمان لشکریان را به شمر واگذارد. شمر همچنین به این پیغام این را اضافه کرد که پیکر حسین بعد از کشته شدن لگدکوب شود، چون وی یاغی و شورشی است. ابن سعد با شنیدن سخنان شمر وی را مورد لعنت و دشنام قرار داد و گفت که تمام تلاش‌هایش برای پایان دادن مسئله به صورت صلح‌آمیز را بی‌اثر کرده است. ابن سعد می‌دانست که حسین به خاطر روحیهٔ خاصش تسلیم نخواهد شد. ابن زیاد فرمان داده بود که اگر عمر بن سعد این فرمان را نپذیرد، شمر اجرای آن را بر عهده گیرد. اما عمر بن سعد اجازه نداد و خودش مسئولیت انجامش را بر عهده گرفت. شمر همراه با مردی از قبیلهٔ خویش، نزد عباس بن علی — که از جانب مادرشان، ام‌البنین، رابطهٔ خویشاوندی با ایشان داشت — رفت و امان‌نامه‌ای را که از ابن زیاد برای او و برادرانش گرفته بود، نشان داد اما عباس و برادرانش به او پاسخ منفی دادند.
غروب روز نهم محرم، ابن سعد با سپاهیانش به سمت خیمه‌های حسین رفت، حسین در حالی که به شمشیرش تکیه داده بود در عالم رؤیا محمد، پدربزرگش، را دید که به حسین گفت به زودی به وی ملحق می‌شود. حسین برادرش عباس را فرستاد تا از مقصود کوفیان مطلع شود. در این حین، با شنیدن شرط جدید ابن سعد، دو سپاه به یکدیگر ناسزا و دشنام دادند. حسین که از موضوع مطلع شده بود، آن شب را مهلت خواست و به خویشاوندان و حامیانش خطابه‌ای راند که علی بن حسین بعدها آن را روایت کرد:
من یارانی بهتر از یاران خود و خاندانی مخلص‌تر از خاندان خود نمی‌شناسم. خدا شما را پاداش دهد. من فکر می‌کنم که فردا کشته خواهیم شد. من از شما می‌خواهم که بروید و اصراری به ماندن‌تان ندارم. از تاریکی شب استفاده کنید و بروید.
اما یارانش نپذیرفتند و به بیعت‌شان وفادار ماندند. زینب از شدت نومیدی غش کرد و بیهوش شد. اما حسین وی را تسکین داد. حسین آمادهٔ جنگ شد. خیمه‌ها را به هم نزدیک کرد و با طناب آن‌ها را به هم بست. تپه‌ای از چوب و نی گرداگرد خیمه‌ها درست کرد تا در موقع لزوم با آتش زدن‌شان مانع از ورود دشمن به نزدیکی آن‌ها گردد. حسین و یارانش تمامی آن شب را به نماز و مناجات پرداختند و جنگ فردا صبح شروع شد.

## نبرد

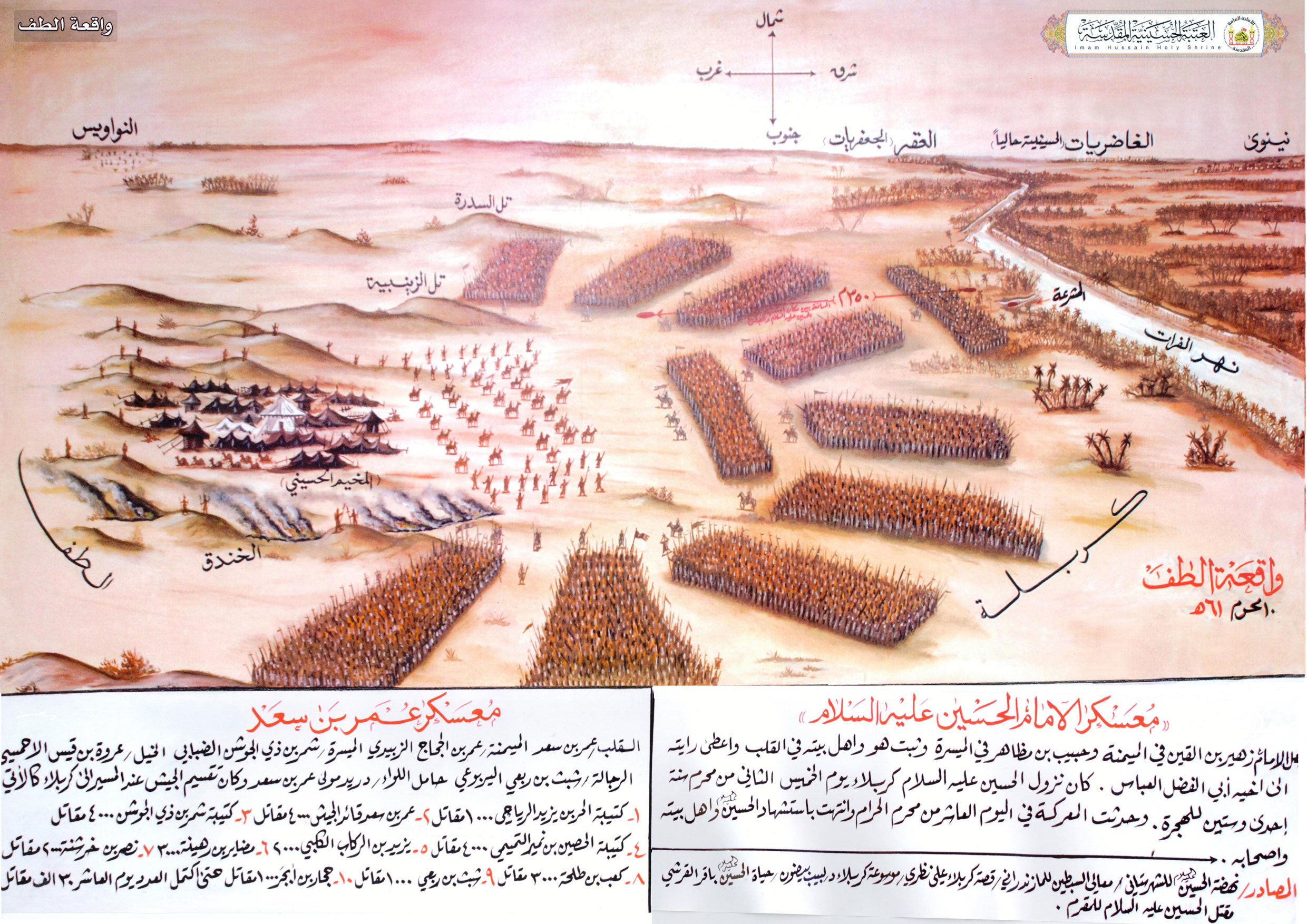
نگاره‌ای که آرایش جنگی سپاهیان را نشان می‌دهد. گفته می‌شود این تابلو قدیمی‌ترین نگاره از نبرد کربلا است.

به‌گفتهٔ بلاذری و دینوری، تعداد سپاه حسین ۳۲ سواره و ۴۰ پیاده بوده است. دانشنامهٔ امام حسین گزارش‌های گوناگون در منابع مختلف در این‌باره را ۸۲، ۱۱۴، ۱۴۵، ۱۷۰، ۶۰۰ و ۱٬۰۰۰ نفر آورده است. دانشنامهٔ امام حسین تعداد سپاهیان ابن سعد را — که در منابع نسبتاً معتبر گزارش شده — از دست‌کم ۴٬۰۰۰ تا ۳۵٬۰۰۰ نفر آورده است. رسول جعفریان مقدار نیروهای سپاه یزید را از ۲۲ تا ۳۵ هزار نفر عنوان کرده است. هنری مانسون شمار نیروها را ۳۰ هزار نفر عنوان کرده است.

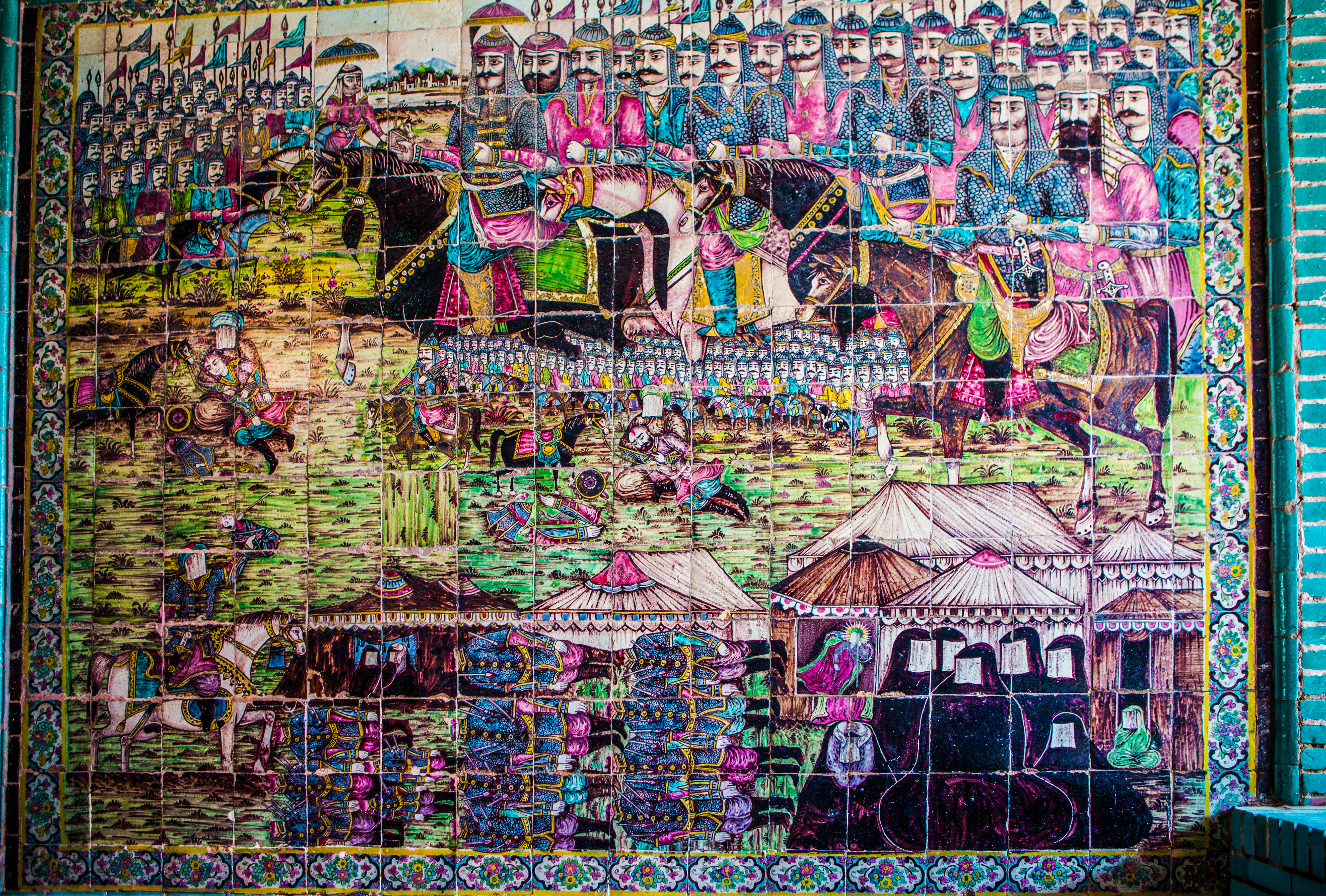
کاشی‌کاری صحنهٔ نبرد حسین بن علی و لشکر یزید در ظهر عاشورا که بر دیوار تکیه معاون‌الملک کرمانشاه نقش بسته است.

صبح روز دهم محرم، حسین لشکریانش را آماده کرد. سمت چپ سپاه را به حبیب بن مظاهر، سمت راست را به زهیر بن قین و پرچم را به عباس سپرد. وی همچنین دستور داد که دورتادور خیمه‌ها، هیزم جمع‌آوری کنند و هیزم‌ها را آتش بزنند. خود نیز به خیمه‌ای که قبلاً آماده کرده بود رفت و خود را معطر به مشک نمود و نوره (داروی موبر) به سر و تن مالید و خود را شست. سپس در حالی که سوار بر اسب بود و قرآنی به دست داشت، مناجاتی زیبا با خداوند نموده و با مردم کوفه نیز سخن نمود و گفت که خدا ولی اوست و دین را محافظت خواهد کرد. به مردم سخنان محمد که وی و حسن را سرور جوانان بهشت خوانده بود و جایگاه خانواده‌اش را یادآوری نموده و از آنان خواست تا فکر کنند که آیا کشتن وی، امری مشروع است؟ سپس مردم کوفه را به خاطر اینکه پیشتر از وی خواسته بودند تا پیش‌شان بیاید، سرزنش نمود و درخواست کرد تا اجازه دهند وی به یکی از سرزمین‌های اسلامی برود که در آنجا امنیتش تأمین باشد. اما دوباره به وی گفته شد که اول از همه باید تسلیم یزید گردد. حسین در پاسخ گفت که هیچ‌گاه خودش را همانند یک برده تسلیم نمی‌کند. حسین از اسب پیاده شد و دستور داد تا مهار اسب را ببندند به نشانهٔ اینکه هرگز از معرکهٔ جنگ فرار نخواهد کرد. حر بن یزید ریاحی تحت تأثیر قرار گرفت و به سپاه حسین رفت و کوفیان را به خاطر خیانت به حسین سرزنش کرد که البته تأثیری بر روی آنان نگذاشت و سرانجام حر در میدان نبرد کشته شد. حسین دستور داد تا پشته‌ای از چوب و نی در خندقی پشت خیمه‌ها سوزانده شود تا مانع حمله از پشت گردد. از طرف جلو، او توسط یاران خودش حمایت می‌شد و تا پایان جنگ درگیر نبرد نشد.
زهیر بن قین از مردم کوفه خواست که به حرف حسین گوش داده و وی را نکشند. اما آن‌ها با دشنام و تهدید پاسخ وی را دادند و سپس زهیر خواست که دست‌کم از کشتن حسین چشم‌پوشی کنند اما کوفیان شروع به تیراندازی نمودند. جنگ شروع شد. جناح راست سپاه کوفه به فرماندهی عمرو بن حجاج زبیدی حمله برد، اما با مقاومت لشکر حسین مواجه شده و عقب نشست. عمرو دستور داد که لشکرش تن به نبردهای تن به تن درنداده و تنها از دور اقدام به تیراندازی کنند. جناح چپ سپاه کوفه به رهبری شمر حمله کرد و محاصره‌ای بی‌نتیجه انجام داد و فرمانده سواران سپاه، از ابن سعد خواست که پیاده‌نظام و کمانداران را به کمک وی بفرستد. شبث بن ربعی که قبلاً از حامیان علی بود، حال در لشکر کوفه و تحت امر پیاده‌نظام ابن زیاد بود. وقتی به وی فرمان حمله داده شد، آشکارا گفت که هیچ میلی به انجام این کار ندارد و سواره و ۵۰۰ کماندار این کار را انجام دادند. سواران لشکر حسین که پاهای اسبان‌شان قطع شده بود مجبور به پیاده جنگیدن شدند. رویارویی با حسین و هاشمیان تنها از مقابل امکان داشت؛ ازاین‌رو ابن سعد دستور داد که لشکریانش از همه جهات به سمت خیمه‌های حسین رفته تا آن‌ها را برچینند. اما برخی از حامیان حسین در میان خیمه‌ها حرکت کرده و با آن‌ها سرسختانه جنگیده و مقاومت کردند. ابن سعد دستور داد که خیمه‌ها را آتش بزنند. در آغاز این کار به سود حسین شد، چون آتش باعث شد تا از ورود سپاهیان عمر بن سعد جلوگیری شود. شمر به سمت خیمه‌های زنان حسین پیش روی نمود و می‌خواست خیمه‌ها را بسوزاند که همراهانش وی را سرزنش نمودند که شرمگین شد و از این کار منصرف گردید. در یک حمله، سپاهیان ابن زیاد، خیمه‌های حسین را آتش زدند که این آتش مانع از پیشروی سپاهیان ابن زیاد شد.
در ظهر، حسین و یارانش نماز ظهر را به صورت نماز خوف به جا آوردند. بعد از ظهر، سپاهیان حسین، به شدت تحت محاصره قرار گرفتند. سربازان حسین پیش رویش کشته می‌شدند و کشتار هاشمیان نیز که تا آن لحظه وارد میدان جنگ نشده بودند، شروع شد. اولین فرد هاشمی که کشته شد علی‌اکبر پسر حسین بود. علی‌اکبر در مقابل چشمان پدرش نزدیک به ده مرتبه به میدان نبرد رفت و چندین تن را کشت. او در حالی که خسته و تشنه شده بود نزد پدرش بازگشت و در خواست آب کرد، می‌گویند پدرش به او گفت: «پسرم! ببین دهان من از دهان تو خشک‌تر است، اندکی پیکار کن که به‌زودی از دست جدت رسول خدا سیراب خواهی شد» سپس او به میدان جنگ بازگشت. زمانی که به میدان برگشت مردی به نام مر بن سعد (به عربی: مُرَّ بن سَعد) یا مره بن منقذ عبدی (به عربی: مُرَّة بن مُنْقِذ عَبدى) از پشت به او ضربه‌ای وارد کرد که باعث شد او از اسب به زمین بیفتد؛ حسین که تا آن‌هنگام با گریه دیده نمی‌شد با دیدن سقوط پسرش شروع به گریه کرد. بعد از سقوط او، دشمن او را احاطه و بدنش را قطعه قطعه کردند. علی‌اکبر در حالی که ۲۵ سال سن (طبق نقل صحیح) داشت، اولین کشته روز عاشورا از قبیله بنی‌هاشم بود. سپس پسران مسلم بن عقیل، پسران عبدالله بن جعفر، پسران عقیل و قاسم بن حسن کشته شدند. گفته شده قاسم جوان و زیبا بود و به‌شدت زخمی شده و از عمویش حسین درخواست یاری کرد. حسین خشمگینانه برجَست و با شمشیرش ضارب قاسم را ضربتی زد. آن شخص زیر سم اسب‌های سپاهیان ابن زیاد افتاده و لگدمال شد. وقتی گرد و غبار ناشی از سم اسب‌ها کنار رفت، حسین پدیدار شد در حالی که بدن قاسم را در آغوش داشت و به قاتلینش لعنت می‌فرستاد. حسین جسم بی‌جان قاسم را به خیمه‌هایش برد و در کنار دیگر قربانیان قرار داد.

عرش بر زمین افتاد نقاشی رنگ روغن اثر حسن روح‌الامین

جزئیات کشته شدن عباس در طبری و بلاذری نیامده است. تنها به این اشاره شده که حسین که تشنگی بر وی غالب گردیده بود به سوی فرات رفت، اما با ممانعت لشکریان ابن زیاد روبرو شد و از خداوند درخواست کرد که ممانعت‌کنندگان از رسیدن به هدفش را از تشنگی بمیراند. وی از ناحیه دهان و فک ضربت خورد. خونی که از این دو ناحیه جاری شد را در کف دستانش جمع کرد و به آسمان پاشید و به درگاه خداوند به خاطر مصائبی که بر پسرِ دخترِ پیامبرش فرود آمده بود، شکایت کرد. باید روایات دقیقی در مورد کشته شدن عباس در کربلا وجود داشته باشد که شیخ مفید آن‌ها را با روایات مربوط به حسین پیوند داده و می‌گوید که حسین و عباس در کنار هم در کنار رودخانه فرات پیشروی نمودند، اما عباس از حسین جدا شده و توسط دشمن محاصره گردیده و شجاعانه جنگید و در مکانی که امروز آرامگاهش در آنجا است کشته شد.
در این هنگام سپاهیان ابن زیاد به حسین بسیار نزدیک شده بودند اما کسی جرئت نمی‌کرد علیه وی کاری کند. تا اینکه مالک بن نصیر کندی ضربتی به سر حسین زد و کلاه‌خودش از خون سرش پر شد. درحالی‌که حسین کلاه خودش را با یک قلنسوه (نوعی کلاه) عوض نموده و سرش را با عمامه می‌بست، مرد کندی ردایش را غارت کرد. اما این ردا سودی به حالش نکرد. چرا که بعد از آن پیوسته فقیر بود و با خواری زندگی می‌کرد. بخش حزن‌انگیز دیگر این لحظات، کشته شدن طفلی است که حسین وی را بر زانوانش قرار داده بود. بر طبق یعقوبی، این طفل، نوزاد بود. تیری گردن طفل را درید و حسین خون طفل را در کف دستانش جمع نمود و بر زمین ریخت و خشم خدا را برای بدکاران خواستار شد.

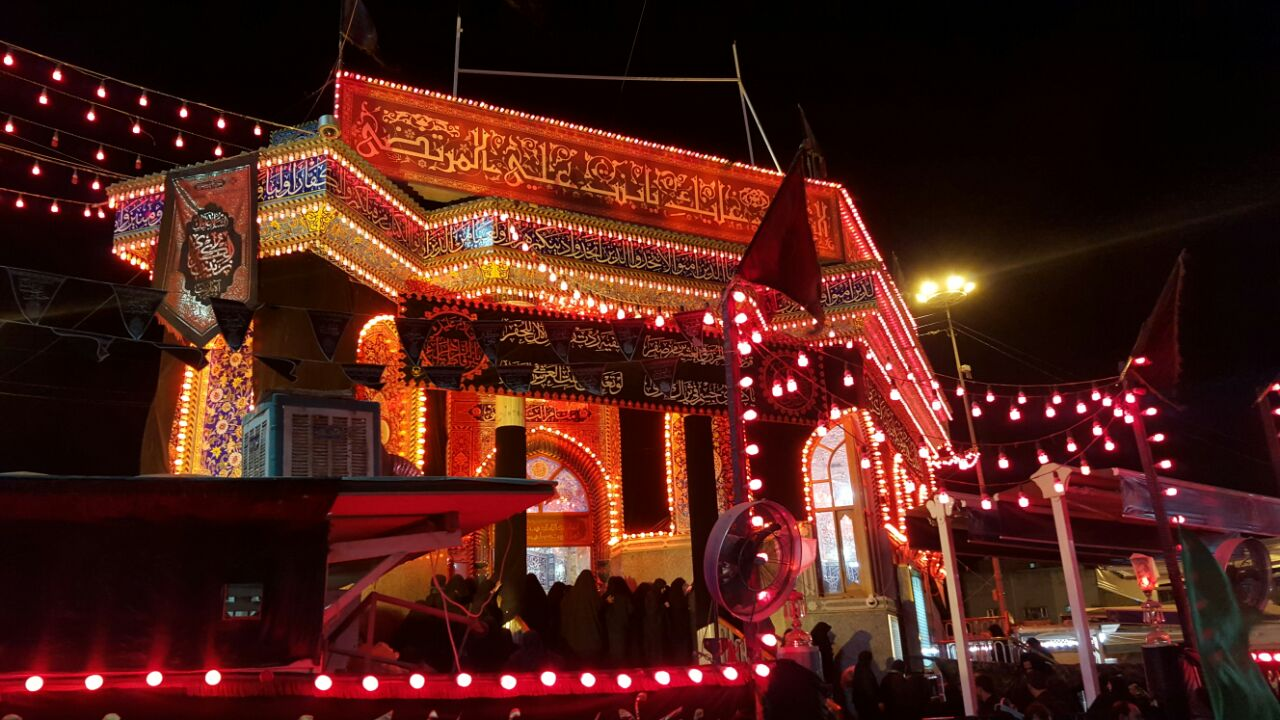
بنای یادبودی که در محل محتمل به تل زینبیه ساخته شده است

شمر با سپاهی به سمت حسین رفت، اما جرئت ننمود به وی حمله کند و تنها درگیری لفظی بین آن دو شکل گرفت. حسین آمادهٔ جنگ شد. حسین در آن زمان ۵۵ سال سن داشت و به اقتضای سنش نمی‌توانست مداوم بجنگد. کودکی با وجود سن کمش به یاری حسین رفت و هر چه حسین و زینب به وی می‌گفتند که به خیمه‌ها برگردد، گوش نمی‌کرد. عاقبت دست خود را در برابر شمشیری قرار داد که بر اثر ضربت شمشیر قطع شد و حسین با دلداری، به وی وعدهٔ دیدار پدرانش را در بهشت می‌داد. از یاران حسین، سه یا چهار تن بیشتر نمانده بودند و حسین به سپاهیان ابن زیاد حمله برد. حسین چون بیم داشت که پس از مرگش عریان در صحرا رها شود، چندین جامه پوشیده بود. اما بعد از کشته شدنش تمامی آن لباس‌ها را غارت نموده و بدنش عریان در صحرای کربلا رها شد. ولیری گزارش می‌کند ابن سعد نزدیک شده بود و زینب به او گفت: «ای عمر بن سعد، آیا اباعبدالله کشته شود و تو تنها ایستاده‌ای و تماشا می‌کنی؟» اشک از چشمان ابن سعد جاری شد. حسین شجاعانه می‌جنگید و یعقوبی و چند منبع شیعی دیگر می‌گویند که حتی ده‌ها تن را کشت. به‌گفتهٔ ولیری، اما یکی از منابع حاکی از آن است که سربازان ابن زیاد اگر می‌خواستند می‌توانستند حسین را در جا بکشند. حسین وقتی به طرف فرات می‌رفت تا آب بنوشد، تیری به چانه‌اش یا گلویش خورد. سرانجام حسین با آنکه برای آخرین بار دشمنان را از انتقام خدا بیم می‌داد، اما به او از ناحیه سر و بازو آسیب زدند و او بر صورت به زمین افتاد. سنان بن انس عمرو نخعی به خولی بن یزید اصبحی دستور داد که سر حسین را از بدن جدا کند، اما وی متزلزل شد و نتوانست این کار را بکند. سنان ضربتی دیگر به حسین زد و سر او را جدا کرد و آن را به خولی داده تا سر را نزد ابن زیاد برد.

### کشتگان و بازماندگان بنی‌هاشم در واقعهٔ کربلا
سن حسین را هنگام کشته شدن، ۵۶ سال و پنج ماه، ۵۷ سال و پنج ماه یا ۵۸ سال نوشته‌اند. روز عاشورا را در تاریخ روز جمعه، شنبه، یکشنبه یا دوشنبه دانسته‌اند که در این میان روز جمعه صحیح‌تر به نظر می‌رسد. دوشنبه را ابوالْفَرَج اصفهانی از لحاظ تقویمی رد می‌کند. تاریخ کشته شدن حسین را نیز به غیر از ۱۰ محرم ۶۱، در ماه صفر یا سال ۶۰ نیز ذکر کرده‌اند.
بعد از کشته شدن تمامی یاران حسین بن علی تمامی سرهای آنان را از بدنشان جدا و بر نیزه کردند (در برخی منابع آمده که در بین کشتگان فقط سر علی اصغر و حر بن ریاحی از بدنشان جدا نشد) و به شام فرستادند زن‌ها و بچه‌ها به اسارت درآمدند و تمامی اجساد را در صحرای کربلا رها کردند تا پس از سه روز توسط قبیله بنی اسد دفن شدند.
به روایتی کل کشتگان از طرف حسین، ۷۰ یا ۷۲ تن بودند که حداقل ۲۰ تن از آنان بنی‌هاشم از نسل ابوطالب بودند. علی‌اکبر اولین کشته از بنی هاشم بود که یزید خلیفه وقت، پسر دایی مادرش می‌شد که به همین علت برای وی امان نامه آورده شد اما وی‌تبار پدری اش و ارتباطش به محمد را والاتر می‌داشت و این امان را نپذیرفت. ویلفرد مادلونگ معتقد است که علی اصغر فرزند کوچک حسین در حالی که بر روی زانوانش بود تیر خورد اما برخلاف منابع دیگر، در نوزاد بودن این بچه تردید دارد. شش برادر پدری حسین در این جنگ کشته شدند که ۴ تن از آنان فرزندان ام‌البنین دختر حزام از قبیله بنی‌کلب بودند. برادر زادهٔ ام‌البنین به نام عبدالله بن ابی محل بن حزام برای این چهار برادر حسین امان نامه‌ای از سوی ابن زیاد آورد که ردش کردند. سه پسر از حسن، سه پسر از عبدالله بن جعفر و نیز سه پسر و سه نوه از عقیل بن ابی‌طالب در این واقعه کشته شدند. ابن سعد از میان دیگر کشتگان بنی هاشم، یک پسر از نسل ابولهب و یک پسر از نسل ابوسفیان بن حارث بن عبدالمطلب نام می‌برد. ابن سعد از میان باقی‌ماندگان که به اسارت گرفته شدند، دو پسر از حسن، یک پسر از عبدالله بن جعفر و یک پسر از عقیل به همراه ۵ زن را نام می‌برد. ابوالفرج اصفهانی می‌نویسد سه پسر از حسن باقی‌ماندند که در میان آنان حسن بن حسن (حسن مثنی) به شدت زخمی گردید. علی بن الحسین (زین العابدین) جانشین حسین بن علی و امام بعد از او، بیمار بود و نمی‌توانست بجنگد به همین دلیل زنده ماند و از بازماندگان کربلا به‌شمار می‌آید.

## حوادث پس از نبرد
نبرد به پایان رسید و سربازان ابن زیاد لباس‌های حسین، شمشیر و اثاثیه‌اش، گیاهان مخصوص خِضاب و رداهای یَمانی‌اش و همچنین زیورآلات و چادر زنان را غارت کردند. شمر می‌خواست علی بن الحسین (از بازماندگان نبرد و امام چهارم شیعه) را که در یکی از خیمه‌ها بیمار بود، بکشد. اما ابن سعد مانع شد و اجازه نداد کسی به خیمهٔ وی وارد شود. ده نفر داوطلب شدند که بر پیکر بی‌جان حسین اسب بتازانند تا آخرین هتک حرمت را به وی کرده باشند. بعد از اینکه ابن سعد محل جنگ را ترک کرد، اسدیانِ روستای غاضِریه بدن بی‌سر حسین را به‌همراه دیگر کشتگان، در همان محل وقوع کشتار دفن نمودند.

### اسرا در کوفه و شام

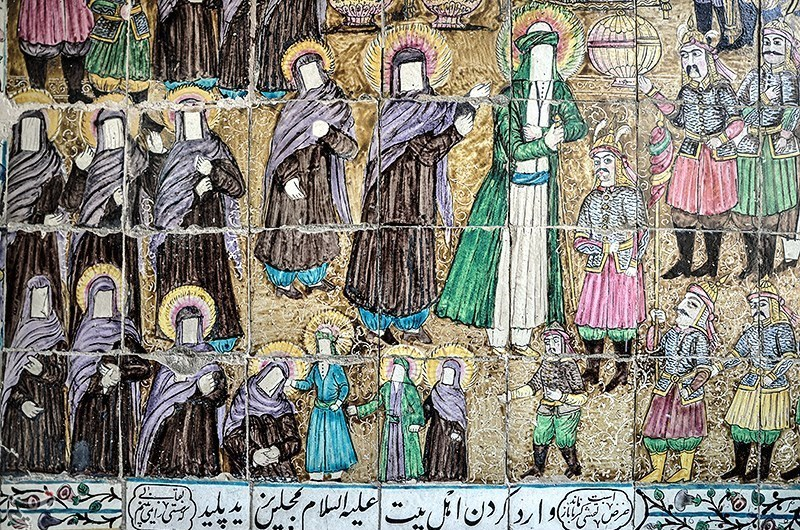
کاشیکاری صحنه ورود اهل بیت حسین به مجلس یزید بن معاویه، از جمله کاشیکاری‌های تکیه معاون‌الملک کرمانشاه

پس از نبرد، اسیران بازمانده‌ها شامل زنان و کودکان بنی هاشم و نیز سر کشتگان سپاه حسین را به کوفه و سپس دمشق بردند. در گزارش‌های بعدی از حضور زینب در کاروان اسیران یاد شده است که رهبری این کاروان را به عهده داشته است. حرکت کاروان یک روز پس از پایان واقعه عاشورا و در روز ۱۱ محرم صورت گرفت. مقصد اول به سمت کوفه بود. رفتن زینب از صحرای کربلا بدون دفن جسد حسین، امری سخت برای او بود و از همین جهت، بر این مصیبت عزاداری کرد و عبارت مشهور «هذا الحسین بالعراء، مرمّل بالدماء، مقطّع الأعضاء» را بیان کرد.
در آستانه ورود اسیران به کوفه، ابن زیاد دستور داد تا اسیران را در کوچه‌های کوفه بچرخوانند. با ورود کاروان اسیران به کوفه، زینب در آنجا خطاب به کوفیان خطبه می‌خواند و آنان را به جهت عدم یاری حسین ملامت می‌کند. این خطبه را به‌طور کامل ابن اعثم گزارش کرده است و راوی آن خزیمه اسدی است. بر اساس گزارش‌ها، زینب در کاخ عبیدالله بن زیاد در کوفه، ساکت ماند و حتی خود را معرفی نکرد و دیگران او را به ابن زیاد معرفی کردند؛ اما پس از شنیدن طعنه‌های ابن زیاد؛ لب به سخن گشود و از جایگاه ویژه خاندان پیامبر اسلام سخن گفت. او در پاسخ ابن زیاد که از او پرسید: «کار خدا با خاندانت را چگونه دیدی»، پاسخ داد که کار خدا با کار بندگان خدا متفاوت است و سر آخر گفت که «من جز زیبایی چیزی ندیدم». پس از سخنرانی زینب، ابن زیاد دستور کشتن علی بن حسین را صادر کرد اما با ممانعت زینب از این کار منصرف شد. زینب خطاب به ابن زیاد گفت که اگر قصد کشتن سجاد را دارد، باید ابتدا زینب را بکشد.
مسئول انتقال اسیران به شام، محفز بن ثعلبه و شمر بوده‌اند. به دستور یزید، اجتماعی از اشراف شام فراهم شدند و در آن مجلس اسیران و سرهای بریده حاضر شدند. پس از ورود اسیران به شام، یزید ابتدا برخورد شدیدی با اسیران نمود که به این برخورد شدید از سوی علی بن الحسین و زینب پاسخ مشابهی داده شد. اما در انتها یزید با آنان با ملایمت برخورد کرد. یزید برای جبران آنچه که از زنان هاشمی در کربلا دزدیده شده بود، به آن‌ها اموالی داد. چند روز پس از ملاقات یزید با اسیران، زنان هاشمی به همراه سجاد و محافظان مورد اعتمادی به مدینه بازگشتند. از وقایع کاخ یزید، قصد یزید برای بخشیدن یکی از دختربچه‌های حاضر در بین اسیران به عنوان کنیز به یکی از اصحابش است که با مخالفت شدید زینب مواجه شد. زینب کبری در این مخالفت با یزید وارد گفتگویی شدیداللحن شد که سرآخر با سخنان زینب، یزید از قصدش منصرف شد. به گفته رسول جعفریان، مورخ شیعه، پس از آن یزید دستور داد تا اسیران را در خانه‌ای به مدت سه روز جای دهند و پس از سه روز، آنها را به خانه خود وارد کرد که موجب تأثر اهالی خانه یزید شد.
پس از مدتی، علی بن حسین (سجاد) از یزید درخواست بازگشت کاروان اسیران به مدینه را مطرح کرد و یزید موافقت کرد و سپس کاروان اسیران را به همراه تعدادی از سربازانش به مدینه فرستاد. خبرهایی در منابع، از خوشرفتاری کاروان‌دارانی سخن می‌گوید که وظیفه انتقال کاروان اسیران به مدینه داشته‌اند. زینب پس از رسیدن به مدینه، خطاب به ام کلثوم از خوشرفتاری کاروان‌دار می‌گوید و قصد می‌کند تا از زیورآلاتش برای جبران زحماتش چیزی را به او بدهد که کاروان‌دار از قبول آن ممانعت می‌کند.
ولیری در دانشنامهٔ اسلام بر این باور است که ابن زیاد و یزید برخورد متفاوتی در قبال سر حسین داشتند. ابن زیاد با زدن چوب به دندان‌های حسین و شکستن چند دندانش به وی اهانت کرد؛ اما یزید بر طبق اکثر روایات، با احترام با سر حسین برخورد نمود و به‌خاطر تعجیل ابن زیاد در کشتار حسین، ابراز تأسف کرد؛ تا آنجا که پسر سُمَیّه را نفرین کرد. یزید اذعان می‌داشت که اگر حسین نزد من آمده بود او را عفو می‌نمودم. زنان و کودکان هاشمی را به کوفه و دمشق بردند. یزید ابتدا برخورد شدیدی با آنان نمود که به این برخورد شدید از سوی علی بن الحسین (زین العابدین) و عمه اش زینب پاسخ مشابهی داده شد. اما در انتها یزید با آنان با ملایمت برخورد نمود. زنان یزید نیز برای حسین و کشتگان گریه کردند. یزید برای جبران آنچه که از زنان هاشمی در کربلا دزدیده شده بود، به آن‌ها اموالی داد. علی بن الحسین (جانشین و امام بعد از حسین بن علی)، از اعدام رهایی یافت و یزید با ملایمت با وی رفتار نموده و چند روز پس از آن به‌همراه زنان هاشمی و محافظان مورد اعتماد به مدینه بازگشت.

روایات در منابع اولیه عموماً گرایش به انداختن مسئولیت قتل حسین به گردن ابن زیاد و مبری کردن یزید دارند. ویلفرد مادلونگ می‌نویسد حریص بودن ابن زیاد به قتل حسین از سوگند خوردنش دربارهٔ لگدمال کردن جسد حسین توسط اسبها هویدا می‌شود و این کینه شدید از ماجرای اعتراض حسین به برادر خطاب کردن زیاد بن ابیه (پدر ابن زیاد) از سوی معاویه ناشی می‌گردید. ویلفرد مادلونگ معتقد است که یزید مسئول اصلی قتل حسین است چرا که وی می‌دانست که حسین حتی اگر موقتاً تسلیم گردد باز هم تهدیدی جدی برای خلافت یزید به‌شمار می‌آید و گرچه در نهان خواستار قتل حسین بود، اما به عنوان خلیفه مسلمانان نمی‌توانست این میل را بروز دهد و وی که از کینه شدید ابن زیاد به حسین آگاه بود، طی نامه‌ای به او هشدار می‌دهد که اگر حسین موفق به انجام کارش شود، ابن زیاد مجدداً به دوران بردگی اجدادش بر می‌گردد. یزید در نامه خود شدیداً به ابن زیاد توصیه می‌کند که مسلم بن عقیل را اعدام کند و ابن زیاد هم مشتاقانه این کار را انجام داد. یزید بعدها در ملاء عام مسئولیت قتل حسین را به گردن ابن زیاد می‌انداخت که ابن زیاد از این کار وی خشمگین گردید و از دستور یزید مبنی بر حمله به عبدالله بن زبیر در مکه سر باز زد.

### خونخواهی حسین
کوفیان بلافاصله پس از نبرد کربلا بسیار پشیمان شدند و قیام‌هایی نظیر قیام تَوّابین و قیام مختار این مسئله را تأیید می‌کند. نخستین قیامی که به نیّتِ توبه و خونخواهی حسین بن علی رخ داد، نهضت توابین به رهبری سلیمان بن صرد خزاعی و با شعار یا لَثاراتِ الْحُسَین (ای صاحبان خون حسین) بود. سپاه توابین از لشکر امویان شکست خورد و اغلب رهبرانش کشته شدند و باقی‌ماندهٔ سپاه به مختار ثقفی پیوستند. مختار پس از به‌دست گرفتن کنترل کوفه، افراد دخیل در کشته شدن حسین را کشت. در نیمهٔ نخست سدهٔ دوم هجری زید بن علی (ف. ۱۲۲ ه‍.ق)، فرزند علی بن حسین، با شعار خونخواهی حسین بن علی و مقابله با ظلم امویان در کوفه قیام کرد. البته امامان شیعه در این قیام‌ها شرکت نداشتند و حتی شیعیان را از هواداری زید بن علی برحذر داشتند. پس از زید، فرزندانش راه وی را ادامه دادند. بدین ترتیب، زنجیره‌ای از قیام‌ها علیه امویان شکل گرفت که موجب تضعیف امویان شد و ابومسلم خراسانی با بهره‌برداری از این فضا، جنبش سیاه‌جامگان را برانگیخت، که منجر به سقوط امویان شد.

## اثرگذاری نبرد کربلا
هاوتینگ، تاریخ‌نگار، نبرد کربلا را به‌عنوان نمونهٔ «عالی» برای الگوی «رنج و شهادتِ» شیعه توصیف می‌کند. به‌نوشتهٔ عبدالعزیز ساچادینا، حادثهٔ کربلا در نظرِ شیعه، اوج رنج و ظلم است؛ به‌طوری که گرفتن انتقام این حادثه، جزو اهداف اولیهٔ بسیاری از قیام‌های شیعی بوده است. به‌عقیدهٔ مایکل فیشر، انسان‌شناس، بزرگداشت حادثهٔ کربلا توسط شیعه، نه‌تنها بازخوانیِ تاریخ است، بلکه این کار الگووارهٔ کربلا، الگوی زندگی و هنجارهای رفتاری را — که در تمامی ابعاد زندگی کاربرد دارد — به آن‌ها معرفی می‌کند. کشته شدن حسین در کربلا، یک چارچوب مرجع — یک درس زندگی عمومی — برای شیعیان است. بسیاری از قیام‌های شیعه نظیر قیام صاحبِ فَخّ و قیام ادریس یکم مؤسس ادریسیان در طول تاریخ الهام‌گرفته از قیام کربلا بوده است.
انقلاب اسلامی ایران الهام‌گرفته از حادثهٔ کربلا بوده است، به‌طوری که قیام ۱۵ خرداد دو روز پس از سخنرانی سید روح‌الله خمینی در عصر عاشورا اتفاق افتاد. در جریان انقلاب اسلامی ایران، حامیان سید روح‌الله خمینی اغلب جملهٔ «کُلُّ یَومٍ عاشورا و کُلُّ أرضٍ کَربَلا» را به‌عنوان شعار استفاده می‌کردند. به‌عقیدهٔ پولسون، جامعه‌شناس، این شعار از ابتدا تاکنون این موضوع را بیان می‌کند که درستیِ آرمان شیعه — که در شجاعت حسین در کربلا مصداق یافت — فلسفهٔ هدایتِ زندگی روزانه است. در همهٔ جنبش‌هایی که پولسون در کتاب خود مورد بررسی قرار می‌دهد، درمی‌یابد که شدت اعتراضاتِ رخ‌داده، در ماه محرم افزایش می‌یابد. قیام سال ۱۹۷۹ قطیف در عربستان نیز در ماه محرم رخ داد؛ در آن زمان انجام مراسم عزاداری محرم در مکان‌های عمومی ممنوع بود، اما برخی علمای شیعه در قطیف اعلام نمودند که قصد دارند این مراسم را در مکان‌های عمومی برگزار کنند. قیام قطیف یک سال پس از پیروزی انقلاب اسلامی — که خود در محرم آغاز شده بود — رخ داد و این اهمیت مسئله را بیشتر نمایان می‌کند.

## دیدگاه‌ها دربارهٔ حسین بن علی و انگیزهٔ قیام کربلا
اکثر مسلمانان مقام حسین را گرامی می‌دارند. تنها هواداران بنی‌امیه بودند که به وی لقب «باغیُ بَعدُ اِنعِقادِ الْبَیْعَة» را می‌دادند به این علت که علیه دولت اسلامی وقت شورش نمود. این گروه قتل حسین توسط یزید را به این دلیل قابل اغماض می‌دانند. اما مخالفان این فرقه، نه تنها کسانی بودند که از بنی‌امیه متنفر بودند، بلکه حتی گروهی که «آگاهانه عمل کردنِ» قاتلان را نمی‌پذیرفتند و در عین حال به دنبال بهانه‌ای برای خودداری از سرزنش کردن حسین یا صحابه و تابعینِ بی‌طرف — به منظور جلوگیری از جنگ‌های داخلی در اسلام — در نزاع حسین و یزید بودند نیز از مخالفان طرفداران بنی‌امیه در قضیهٔ قتل حسین بودند؛ بنابراین تقریباً اکثر مسلمانان حسین را به‌علت نوهٔ محمد بودن و این عقیده که وی خود را در راه حق قربانی کرده، مُکَرَّم می‌شمارند.
به‌گفتهٔ ولیری در دانشنامهٔ اسلام، در میان اسلام‌پژوهان غربی در اواخر سده نوزدهم و اوایل سده بیستم، وِلهاوْزِن و لَمِنس، انگیزهٔ قیام حسین را صرفاً به‌دست‌گیری قدرت می‌دانند و هیچ‌گونه نیّتِ دینی در آن نمی‌بینند. لمنس نیز دشمنی حسین با یزید را نادرست شمرده، حسین را شخصی بی‌احتیاط و بدون دوراندیشی می‌داند. ولیری اسلام پژوه نیمه دوم سده بیستم، می‌گوید این نظر همچنین دیدگاه معاویه در مورد حسین بوده است؛ ولیری ادامه می‌دهد این دو مورخ هیچ‌گونه سندیتی برای سخنانی که از حسین در مورد قیامش نقل شده قائل نبوده و آن‌ها را ساخته و پرداختهٔ قرون بعدی می‌دانند. ولیری می‌نویسد گرچه ممکن است که روایاتی جعلی در مورد سخنانی که از حسین نقل شده وجود داشته باشد، اما باید پذیرفت آنچه از مجموعه روایات و وقایع برمی‌آید این است که حسین معتقد بود که بر حق است و سرسختانه در پیِ رسیدن به اهداف مذهبی خود بود. وی بر آن بود تا دولتی تأسیس کند که «اسلام حقیقی» را محقق کند و در این راه حامیان خود را که هم‌عقیده با وی بودند تحسین و تشویق کرد؛ ولیری معتقد است این تحلیل ممکن است نظر درستی در مورد شخصیت حسین نباشد، اما بی شک انگیزهٔ جنبش‌های سیاسی ضد اموی و مذهبی — شیعیان حسین — که در دفاع از حسین در سال‌های بعد رخ داده، بوده است و مورخان بعدیِ عرب این ایدئولوژی را رواج داده که منجر به مقام بالا و افسانه‌ای حسین در نزد شیعیان شده است.
ویلفرد مادلونگ می‌نویسد انگیزهٔ عاملان اصلی واقعهٔ کربلا اغلب مورد بحث بوده است ولی این مسئله واضح است که حسین را نمی‌توان به‌عنوان یک شخص شورشی در نظر گرفت که جان خود و خانواده‌اش را به‌خاطر آرزوهای شخصی خود به خطر انداخته است. او به عهدی که با معاویه بسته بود وفادار مانْد گرچه از روش حکومت وی ناراضی بود. او با یزید بیعت نکرد چرا که برخلاف مفادِ صلح‌نامهٔ معاویه با حسن به‌عنوان جانشین معاویه انتخاب شده بود. با این حال او به‌طور فعالانه به‌دنبال شهادت نبود. او هنگامی که معلوم شده بود از پشتیبانی کوفیان برخوردار نیست پیشنهاد نمود که از عراق خارج شود. این عبیدالله بن زیاد بود که مذبوحانه سعی در تحریک حسین به شروع جنگ می‌نمود.
تصمیم اولیهٔ او مبنی بر پاسخ مثبت به دعوت شیعیانِ کوفه با وجود هشدارهای فراوانی که دریافت نموده بود به‌علاوهٔ رؤیای صادقه از پیامبر اسلام بازتاب‌دهندهٔ یک باور راسخ مذهبی در حسین بر انجام یک مأموریت بدون توجه به عواقب آن است. به‌مانند پدرش، او کاملاً بر این باور بود که خاندان پیامبر به‌طور الهی برای رهبری جامعه‌ای که محمد تأسیس کرده بود برگزیده شده‌اند و این یک حقِّ غیر مشروط بوده و او می‌بایست به دنبال رهبری این جامعه باشد. ماریا دقاق معتقد است که حسین حکومت اموی را ظالم و گمراه می‌دانست و برای تغییر جهت جامعهٔ اسلامی به‌سوی مسیر صحیح قیام کرد.

## بزرگداشت

### زیارات برای حسین
از محمد باقر، امام پنجم شیعه، نقل شده که به علقمة بن محمد چگونگی زیارت نمادین کشتگان کربلا را آموخته است. بنابر این روایت، محمد باقر به او آموخت که در روز عاشورا رو به سوی کربلا بایستد و «زیارت عاشورا» بخواند و با دعوت از خانواده و دوستان، مجلس عزاداری برپا کند. سفارش به چگونگی برپایی این مراسم چنان است که در این ماتم غرقه شوند. برای خوانندهٔ این زیارت، ثوابی مانند کشتگان کربلا و مؤمنانی که برای زیارت به کربلا می‌روند بیان شده است. این زیارت به‌عنوان یک دعا نیز در نظر گرفته می‌شود در مفاتیح‌الجنان نیز آمده است. برای این زیارت فواید ویژه‌ای بیان شده و ازین‌رو، خواندنش به‌عنوان یک دعای روزانه توصیه شده است. زیارت دیگر در این‌باره، «زیارت اربعین» است که سفارش شده در بیستمِ صفر، برابر با چهلمین روز پس از عاشورا، خوانده شود. حسن عسکری در حدیثی، خواندنِ «زیارت اربعین» را یکی از پنج نشانهٔ مؤمن می‌داند. «زیارت اربعینِ» در کتاب‌های دعا به‌روایتِ صَفْوانِ جَمّال از جعفر صادق روایت شده است و با عبارتِ «اَلسّلامُ عَلیٰ وَلیِّ اللهِ و حَبیبِه» آغاز می‌شود. متنِ دیگرِ «زیارت اربعین» با عبارتِ «اَلسّلامُ عَلَیْکُم یا آلَ الله» آغاز می‌شود و روایت شده جابر بن عبدالله انصاری در اربعین خوانده است. متن این زیارت در کتاب‌های دعا، به‌عنوانِ زیارتِ حسین بن علی در نیمهٔ رجب آمده است.

### سوگواری محرم

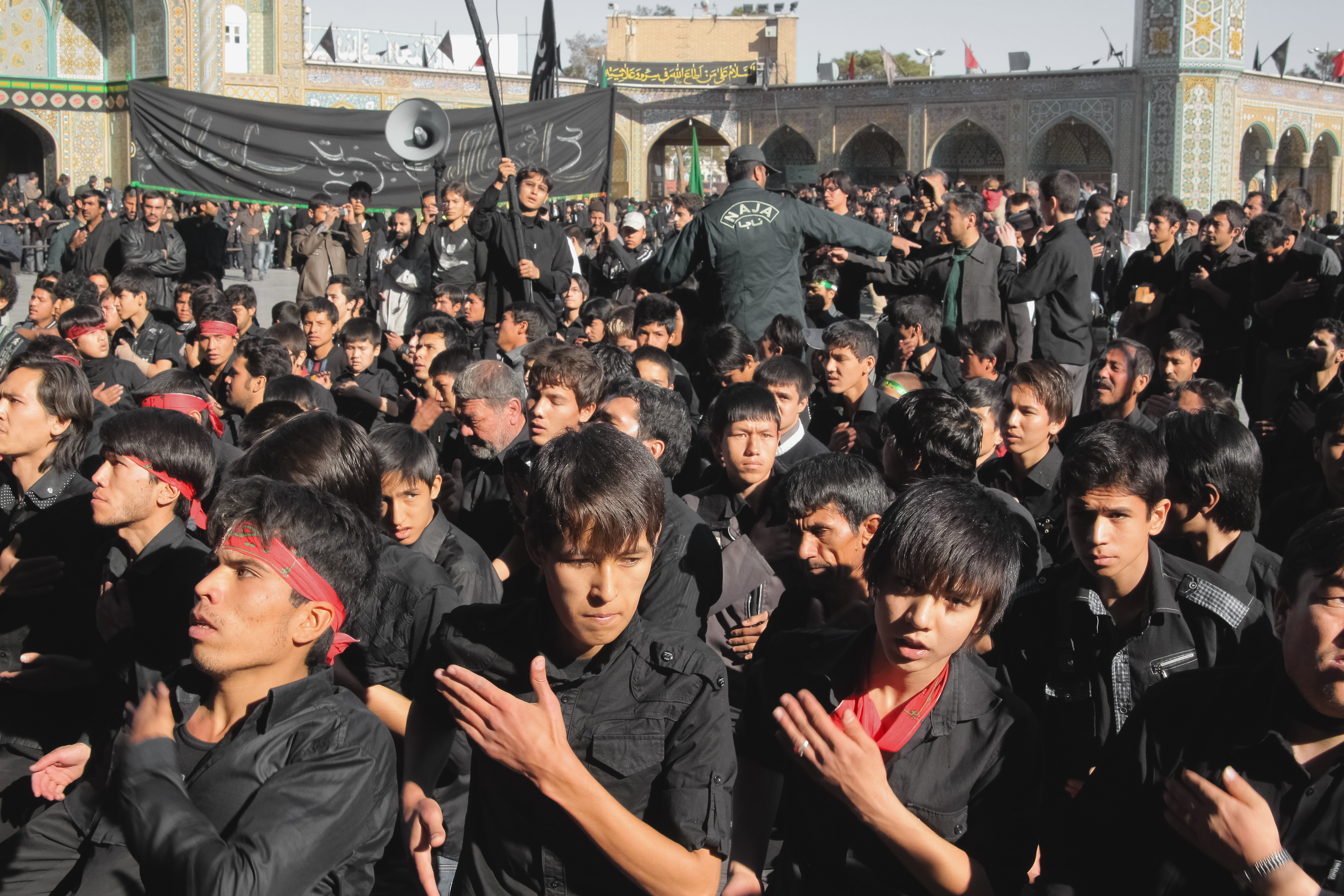
سوگواری محرم در دوره معاصر (دسته افغانستانی‌های مقیم قم در حال عزاداری در حرم فاطمه معصومه)

پس از نبرد کربلا، طولی نکشید که اولین زائران حسین برای یادبود شهادت او مراسم عمومی به راه انداختند. در زمان امامان پنجم و ششم شیعه، محمد باقر و جعفر صادق، کربلا به یک نقطهٔ مهم زیارتی تبدیل شده بود. تا اوایل سدهٔ چهارم هجری، عزاداری برای حسین بن علی، مخفیانه و با توجه به اصل تَقیّه، میان خواصِ شیعه برپا می‌شده است. اما برپایی عزاداری عمومی واقعهٔ عاشورا بیش از هزار سال است که دوام یافته است. مُعِزُّالدُّولهٔ دِیْلَمی در دورهٔ بوییان گرامی‌داشت عمومی عاشورا را در بغداد به‌جا آورد. به‌گزارش دائرةالمعارف بزرگ اسلامی، پس از سقوط آل بویه، با وجود نگاه غیرسخت‌گیرانهٔ برخی حاکمان اهل سنت مانند تیمور به واقعهٔ عاشورا، باز هم به‌خاطر مخالفت حکومت‌ها با شیعیان، عزاداری کم‌وبیش مخفیانه برگزار می‌شد. اما به‌هرحال زمینهٔ عزاداری عاشورا در حکومت تیموری، به‌ویژه در ماوَراءُالنَّهر فراهم آمد. سوگواری‌های محرم با گرایش صفویان به تشیع و رسمی کردن آن در ایران منزلت یافت و به‌ویژه در ماه‌های مُحَرَّم و صَفَر گسترده شد.
در عراق — جدا از زیارت کربلا — آیین‌ها مانند سنت‌هایی است که در ایران اتفاق می‌افتد، اما هیچ اجرای نمایشی وجود ندارد. در لبنان، تعزیه‌خوانی‌هایی تحت تأثیر سنت ایرانی اجرا می‌شود. آیین‌های سوگواری محرم در آسیای مرکزی در اواخر سدهٔ هجدهم میلادی در ترکمنستان، فَرغانه و بُخارا از طریق تأثیر عناصر ایرانی در جوامع معرفی شد. در خانات قفقاز جنوبی این آئین‌ها ویژگی خودزنی دورهٔ صفویه را حفظ می‌کردند؛ و تا حدود زمان انقلاب اتحاد جماهیر شوروی در سال ۱۹۱۷ م، احساسات شدید می‌توانست به‌صورت علنی اجرا شود. در مناطق عثمانی و کردستان، مراسم محرم به مناسک عرفانی متصل بود. قِزِلباش‌ها، بَکتاش‌ها و شَبَک‌ها که مشترکاً ارادت زیادی به امامان شیعه دارند، همگی مراسم عزاداری ویژه‌ای برای حسین برگزار می‌کنند. علاوه بر روزه‌داری، بکتاش‌ها مراسم مذهبی خود را با خواندن حَدیقَةُالسُّعَدای محمد فُضولی همراه می‌کنند. نُصَیْریه مانند ماجرای تَصلیبِ عیسی اعتقاد دارند حسین واقعاً کشته نشده است؛ ازاین‌رو آنها عاشورا را با شادی جشن می‌گیرند. در شبه‌قارهٔ هند اگرچه سنّت‌های محلی به‌مرور زمان اعتقادات و آیین‌های مرتبط را متأثر ساخته‌اند، اما ادبیات مرثیه در زبان‌های بومی مانند اردو، هندی، سِندی و مانند اینها در اصل تحت تأثیر سنت تصوّف ایرانی قرار گرفته است. اعتقاد بر این است که حرکت‌های جمعی با تعزیه (تابوت) — که بازتولیدشدهٔ مقبره حسین است — دارای جنبه‌های ویژه‌ای است؛ باارزش‌ترین‌شان در امام‌باره نگهداری شده‌اند و در پایان مراسم در محل‌هایی به نام «کربلای محلی» دفن می‌شوند. تا اواسط سدهٔ نوزدهم میلادی، این آیین‌های محرم از طریق مهاجران هندی به جزایر ترینیداد و توباگو در حوزهٔ دریای کارائیب راه یافته بود. از زمان تأسیس پاکستان در سال ۱۹۴۷ م، تلاش شده است تا تأثیرات خارجی از آیین‌های محرم حذف شود و احیای عمل خودزنی شدید صورت گیرد.
یک جریان دیگر با هدف پیرایش تحریف و خرافه از عزاداری در سده‌های اخیر شکل گرفته است. منتقدانی نظیر مرتضی مطهری در کتاب حماسهٔ حسینی می‌گویند که نبرد کربلا در برخی از منابع به‌خصوص کتاب‌هایی نظیر روضةالشهداء اثر حسین واعظ کاشفی، مُحْرِقُ الْقُلوب اثر مهدی نراقی، و اَسرارُ الشَّهادَة اثر فاضل دربندی که در سده‌های اخیر برای مجالس روضه و عزا نوشته شده، به‌شدت دچار تحریف شده است.

## منبع‌شناسی
در پژوهشی از محمد اسفندیاری دربارهٔ کتابشناسی حسین بن علی، کتابشناسیِ کتابشناسی‌ها در این‌باره انجام شده و چهل و سه کتابشناسی دربارهٔ حسین بن علی به‌دست آمده است. این کتابشناسی‌ها شامل کتاب یا بخشی از یک کتاب یا مقاله هستند. بیشترِ این کتابشناسی‌ها فاقد روشی علمی و دارای کاستی‌اند. کامل‌ترینِ آن‌ها، بخشی از کتاب مُعجَمَ ما کُتِبَ عَنِ الرَّسولِ و أهلِ بَیْتِ صَلَواتُ اللهِ عَلَیهِم اثر عَبدُالْجَبّار اَلرِّفاعی است که معرفی ۳۲۱۵ کتاب و مقاله را دربردارد، هرچند کاستی‌هایی هم در آن دیده می‌شود. محمدحسین صادق‌پور تعداد ۱۵ کتابشناسیِ دیگر نیز بر پژوهش اسفندیاری افزوده است.

### زندگی‌نامه
در سده‌های نخست هجری، روایت زندگی حسین بن علی نظیر دیگر اهل بیت رایج بوده است. بعضی از این آثار، به حسین بن علی اختصاص دارند. بعضی دیگر، شرح‌حال وی را به‌همراه دیگر پیشوایان و بزرگان شیعه بیان کرده‌اند؛ از جمله مَقاتِلُ الطّالِبیین اثر محمد بن علی بن حمزه علوی (د. ۲۸۷ ه‍.ق)، مَقاتِلُ الطّالِبیین اثر ابوالفرج اصفهانی (د. ۲۸۹ ه‍.ق) و اَلْمُبَیَّضَة اثر ابوالعباس بن عمار ثقفی (د. ۳۱۹ ه‍.ق). پس از آن، زندگی‌نامه‌نویسی با رویکرد مذهبی و کلامی رواج یافت؛ نظیر شَرحُ الْأخبار اثر قاضی نعمان (د. ۳۶۳ ه‍.ق) فقیه اسماعیلی، تُحَفُ الْعُقول اثر ابن شعبه حرانی (د. ۴۱۳ ه‍.ق)، اَلْإرشاد اثر شیخ مفید (د. ۴۱۳ ه‍.ق) با تمرکز بر موضوعات کلامی امامیه، نُزهَةُ النّاظِر اثر حُلوانی (سدهٔ پنجم هجری)، فَرائِدُ السِّمْطَیْن اثر امام الحرمین جوینی (د. ۴۷۸ ه‍.ق) متکلم اشعری، اَلإحتِجاج اثر احمد طبرسی با تمرکز بر مباحثات و مناظرات، اَلْخَرائِجُ وَ الْجَرائِح اثر قطب‌الدین راوندی (د. ۵۷۳ ه‍.ق)، مَناقِبُ آلِ ابی‌طالب اثر ابن شهرآشوب (د. ۵۸۸ ه‍.ق) با تمرکز بر مناقب و کرامات، کَشْفُ الْغُمَّة فی مَعرِفَةِ الأئِمَّة اثر علی بن عیسی اِربِلی (د. ۶۹۲ ه‍.ق)، اَلْأئِمَةُ الْإثنیٰ عَشَر اثر ابن طولون (د. ۹۵۳ ه‍.ق) فقیه حنفی و سُبُلُ الْهُدیٰ اثر محمد بن یوسف صالحی شامی (سدهٔ دهم هجری). ابن عساکر در تاریخ دمشق بخش مفصلی را به زندگی‌نامهٔ حسین بن علی اختصاص داده است. شیخ مفید بخش عمده‌ای از کتاب اَلْإرشاد خود را به زندگی و قتل حسین بن علی اختصاص داده است و به گفتهٔ متیو پیرس، همین موضوع بر سودمندی کتاب الارشاد برای رهبران مذهبی افزوده است.

### مقتل‌ها، مزار و مرثیه

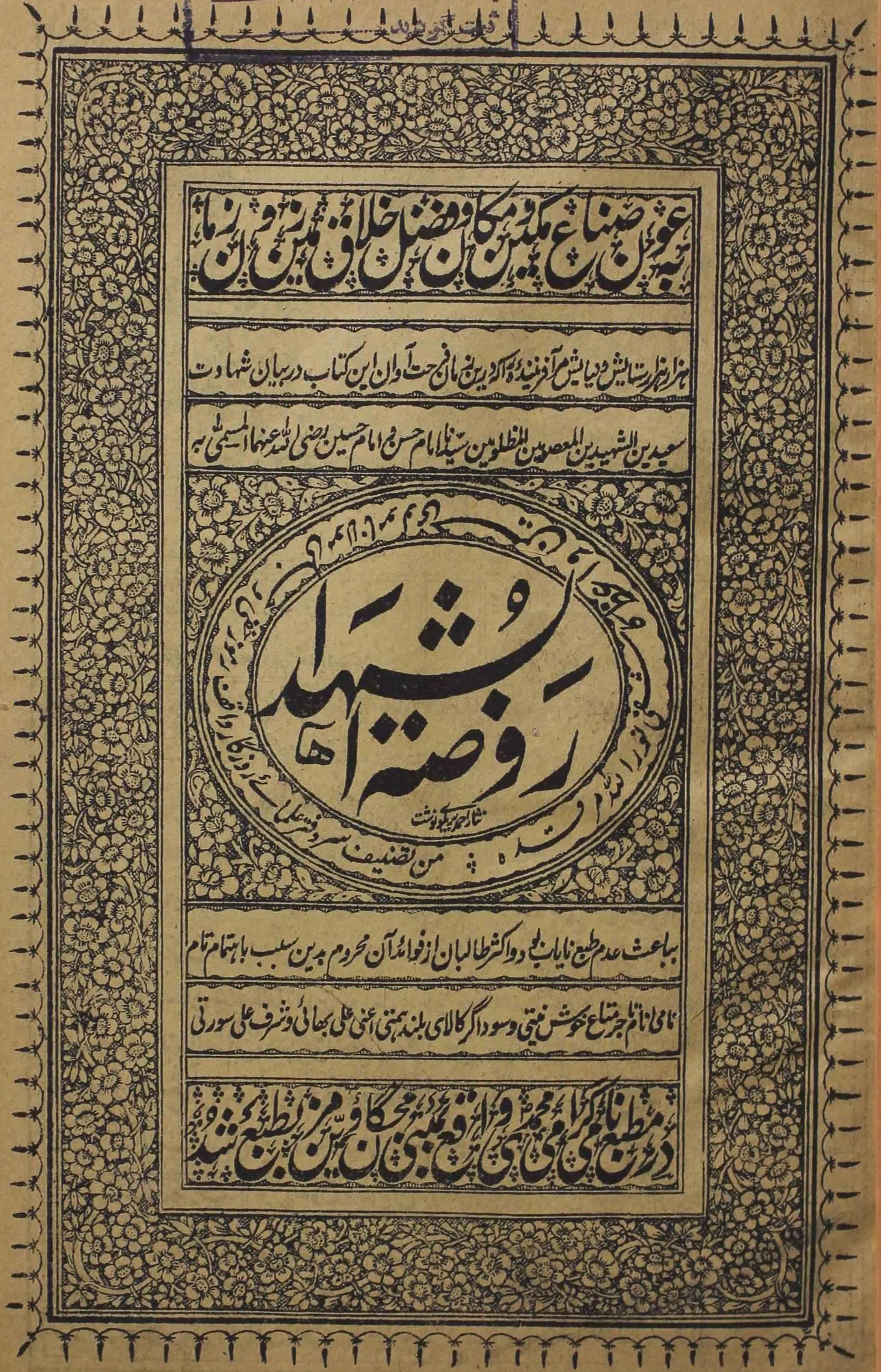
نگاره‌ای از جلد کتاب روضة الشهداء. این کتاب مقتلی است نوشتهٔ حسین واعظ کاشفی که به‌سال ۹۰۸ ه‍.ق تألیف شد و بخش اعظم آن به سرگذشت حسین بن علی و وقایع کربلا می‌پردازد.

مقتل الحسین، یا اختصاراً «مقتل»، به معنای کشتن‌گاه حسین نام دسته‌ای از کتاب‌هاست که رویدادهای نبرد کربلا و کُشته‌شدن حسین بن علی در آن شرح داده شده است. رسول جعفریان پنج مقتل را، که در قرن دوم تا اوایل قرن چهارم هجری نوشته شده‌اند، از منابع اولیهٔ قابل توجه می‌داند. این مقتل‌ها را اَبومِخْنَف، ابن سعد، بَلاذُری، دینوَری و ابن اعثم نوشته‌اند. از کهن‌ترین مقتل‌های دست اول، مقتل‌الحسین جابر بن یزید جُعْفی (د. ۱۲۸ ه‍.ق)، از اصحاب محمد باقر و جعفر صادق است. شاگرد جابر جعفی، ابومخنف (د. ۱۵۷ ه‍.ق)، با گردآوری تمام اقوال و روایات بدون دخیل کردن رویکرد مذهبی، مقتلی را نگاشت که به‌جهت دقت و صحت در نقل مطالب، مورد اعتماد مورخان بعدی قرار گرفت. این اثر، کهن‌ترین منبع تاریخیِ دست اولِ در دسترس است که به‌طور تقریباً کامل از دو طریق کتاب تاریخ طبری و کتاب اَلْاِرشاد شیخ مفید روایت شده است.
به‌جز نسخهٔ خطی از کتاب ابومخنف که در برلین نگهداری می‌شود و لئورا وچا ولیری آن را تماماً معتبر نمی‌داند، مهم‌ترین منابع در این زمینه، طبری و بلاذری هستند. روایات طبری در این زمینه به سه دسته تقسیم می‌شوند:
1. روایاتی که در کتاب ابومخنف (د. ۱۵۷ ه‍.ق) و از شاهدان عینی واقعه نقل شده‌اند.
2. روایات متعددی که از هِشام بن محمّد کَلْبی نقل شده و او نیز اکثراً از استادش، ابومخنف نقل کرده است.
3. روایاتی از محدثان دیگر که اکثراً اطلاع مهمی به‌دست نمی‌دهند.

بلاذری همان منابع طبری را به‌کار گرفته، اما آن‌ها را خلاصه کرده است. او آن روایت‌ها را بزرگ‌نمایی می‌داند و علاوه بر آنان روایت‌های دیگری نیز دارد؛ ولیری بر این باور است که تاریخ‌نگاران دیگر مانند دینوری، یعقوبی، ابن عبد رُبَیْحه و غیره، اطلاع خاص دیگری به دست نمی‌دهند؛ چون روایت‌هایشان را از ابومخنف گرفته‌اند. شیعیان آثاری را معتبر می‌دانند که مؤلفان‌شان گرایش‌های شیعی دارند. بیشتر این روایت‌ها از اثر شیخ مفید سرچشمه گرفته‌اند که مبتنی بر روایت ابومخنف است. در سدهٔ سوم هجری، مقتل‌نویسی با رویکرد اِخباری ادامه یافت؛ یعقوبی و طبرانی به بیان حوادث کربلا پرداختند و ابواسحاق نهاوندی (د. ۲۶۹ ه‍.ق)، ابراهیم بن محمد ثقفی (د. ۲۸۳ ه‍.ق) و محمد غَلّابی (د. ۲۹۸ ه‍.ق) نیز، برای نمونه، به مقتل‌نویسی با این رویکرد پرداختند.
در سدهٔ چهارم هجری، به‌سبب دسترسی راحت‌تر به روایات و نیز تشدید جهت‌گیری‌های مذهبی و کلامی، مقتل‌نویسی اِخباری جای خود را به بیان مباحث اعتقادی دربارهٔ کشته شدن حسین بن علی داد که برای نمونه می‌توان از خِصال اثر شیخ صدوق (د. ۳۸۱ ه‍.ق) نام برد. در این دوره آثاری تحت عنوان زیارة یا مزار ابی‌عبدالله الحسین، دربارهٔ فضیلت عزاداری، گریستن و زیارت قبر حسین تألیف شد؛ نظیر آثار عبیدالله بن ابی‌زید انباری (د. ۳۵۶ ه‍.ق)، محمد بن عباس غاضری و ابُوالْمُفَضَّل شیبانی (د. ۳۸۷ ه‍.ق). معروف‌ترین اثر از این زمره کامِلُ الزّیارات اثر ابن قولِوَیْهْ (د. ۳۶۹ ه‍.ق) است. حتی در میان غیرشیعه نیز ابواسحاق اسفراینی (د. ۴۱۸ ه‍.ق) به این موضوع پرداخته است.
در سده‌های بعد، آثار این حوزه متأثر از نوشته‌های سدهٔ چهارم بوده است. ازجمله آثار مطرح سده‌های بعد، مَقتَلُ الْحُسَیْن اثر مُوَفَّق بن احمد خوارزمی (د. ۵۶۸ ه‍.ق) از حنفیان مایل به شیعه است. در سدهٔ هفتم هجری نیز اثر مشهور لُهوف توسط سید بن طاووس (د. ۶۶۴ ه‍.ق) با رویکرد مرثیه بر حسین بن علی نگاشته شده است. در همین زمان، اهل سنت نیز آثاری نظیر دُرَرُ السِّمط فی خَبَرِ السِّبط را در مرثیه بر حسین بن علی نگاشته‌اند. در قرن هفتم هجری، روایت‌های ساختگی و رمانتیک به شرح مقتل اضافه شد. این اغراق‌ها و روایت‌های ساختگی توسط ابن کثیر مورد نکوهش تندی قرار گرفت.
در سدهٔ نهم و دهم هجری فارسی‌نویسی در مجالس مذهبی رونق یافت و استقرار صفویه نیز آن را تشدید کرد. ازجمله آثار این دوره، رُوضَةُالشُّهَداء اثر حسین واعظ کاشفی (د. ۹۱۰ ه‍.ق) است که در اواخر عصر تیموری برای مجالس عزاداری حسین بن علی نگاشته شد و مطالب آن فاقد سند است. این اثر به‌منظور شوراندن و پروراندن احساسات شنوندگان تألیف شده است و نقطهٔ عطفی در عزاداری به زبان فارسی به‌شمار می‌رود. این اثر جریانی ادبی را در ادبیات فارسی ایجاد کرد که تاکنون تداوم یافته است؛ به‌طوری که مفهوم روضه و روضه‌خوانی با این اثر وارد ادبیات و فرهنگ فارسی‌زبانان شده است. در سدهٔ دهم، حسین ندایی یزدی نیشابوری روضةالشهداء را به نظم درآورد و پس از محمد فضولی (د. ۹۷۰ ه‍.ق) با تألیف حَدیقَةُالسُّعَداء آن را به ترکی آذربایجانی ترجمه کرد. همچنین محتشم کاشانی (د. ۹۹۶ ه‍.ق) با سرودن ترکیب‌بند با مطلع «باز این چه شورش است»، مرثیه‌سرایی منظوم را متحول ساخت.

### آثار معاصر
در دورهٔ معاصر، با قوت گرفتن حرکت‌های انقلابی و اصلاحی در جهان اسلام، قیام حسین بن علی دستمایهٔ آثاری روشنگرانه از این سنخ شد. ازجمله اَلْحُسَیْن، اَبُوالشُّهَداء اثر عباس محمود عقاد با رویکردی جریان‌نگر و ثَورَةُ الْحُسَیْن فِی الْوجدانِ الشَّعبی اثر محمدمهدی شمس‌الدین با اطلاق کلمه «ثوره» (انقلاب) به حرکت حسین و نَهضَتُ الْحُسَین اثر هِبَةُالدّین حسینی شهرستانی به زبان عربی نگارش شد. همچنین در ایران آثاری چون شهید جاوید اثر نعمت‌الله صالحی نجف‌آبادی با رویکرد قیام برای تشکیل حکومت و حسین وارث آدم اثر علی شریعتی با تأکید بر خون شهید در آغازگری حرکت انقلابی مردمی تأکید کرده است. مرتضی مطهری نیز در تحریفات عاشورا و حماسهٔ حسینی به رویکرد پیرایش تحریف و خرافه و الگوگیری از قیام حسین پرداخته است. پس از انقلاب ایران نیز آثار فراوانی با مضمون قیام حسین بن علی برای مبارزه با جور ظالم تدوین شده است؛ از جمله دائرةالمعارف موضوعی با عنوان دائرةالمعارف الحسینیه اثر محمدصادق محمد کرباسی و فرهنگ عاشورا از جواد محدثی در این زمره است.

## در هنر و ادبیات

### آثار ادبی
آثار ادبی در حوزهٔ شعر منظوم دربارهٔ حسین بن علی و کربلا را نیز می‌توان به دو دستهٔ دورهٔ متقدمان و دورهٔ متأخران تا عصر حاضر دسته‌بندی کرد. دورهٔ نخست که حکومت‌های غیر شیعی بر ایران فرمانروایی دارند، از سدهٔ چهارم هجری هم‌زمان با رواج شعر دری آغاز می‌شود و تا سدهٔ دهم هجری و برپایی حکومت صفوی ادامه می‌یابد. در این دوره، همه یا اکثریت شاعران شیعه و اهل سنت، هر یک به‌گونه‌ای به حسین بن علی و عاشورا پرداخته‌اند. کسایی مروزی نخستین شاعر این دوره است که مرثیه می‌سراید. پس از او قوامی رازی، سنایی، عطار، مولوی، سیف فرغانی، جامی، خاقانی، کمال‌الدین اسماعیل اصفهانی، سید حسن غزنوی، سعدی، خواجوی کرمانی، سلمان ساوجی، حسن کاشی و ابن حسام خوسفی سروده‌هایی دربارهٔ حسین بن علی و کربلا آفریده‌اند. در دورهٔ دوم با آغاز حکومت صفوی و رسمی شدن تشیع در ایران، سروده‌های مذهبی و عاشورایی رونق یافت. محتشم کاشانی، صائب تبریزی، شهریار از شاعران مطرح در این زمینه هستند. در این دوره برخی شاعران به گزارش شاعرانهٔ عاشورا دست زده‌اند که می‌توان آنان را در دو دستهٔ تاریخ‌گرا و عرفان‌گرا جای داد. تاریخ‌گرایان که اکثریت هستند، به عاشورا از منظر تاریخی نگریسته‌اند. صباحی بیدگلی، عبدالرزاق لاهیجی، فیض کاشانی، جیحون یزدی، محمدتقی بهار، جلال‌الدین همایی و امیری فیروزکوهی از این دسته‌اند. گروه دوم یا عرفان‌گرایان نگاهی عرفانی به عاشورا داشته‌اند. صفی علیشاه، عُمّان سامانی، ملا احمد نراقی، بیدل دهلوی و اقبال لاهوری و هوشنگ ابتهاج از این گروهند.
از آغاز قیام حسین بن علی و واقعهٔ عاشورا، شاعرانِ عرب زبان در آثار خویش آن را حکایت کردند که با توجه به شرایطِ سیاسیِ حاکم بر دوران اموی و عباسی، بسیاری از آنان در تنگنا قرار گرفتند یا تهدید و اذیت و آزار شدند. عُبَیْدُالله بن حُرِّ جُعْفی — که حسین بن علی از او یاری خواست — نخستین کسی است که در حسرتِ همراهیِ وی مرثیه سرود، عُقبَة بن عَمْرو سَهْمی، کُمَیْت اَسَدی، سید اسماعیل حِمْیَری، دِعْبِل خُزاعی، منصور نَمَری، عَبدی کوفی و بسیاری دیگر از شاعرانی هستند که در تنگنای سیاسیِ اموی و عباسی و با خطرات جانی در این زمینه شعر سرودند. عَوْف اَزْدی از تَوّابینی است که در قیامِ تَوّابین کشته شد و در اشعارش پشیمانی به‌چشم می‌خورد. دیکُ الْجِنّ، صنوبری، کُشاجم، ابوفِراس، ابن هانی، از دیگر شاعرانی هستند که در دوران عباسی شعر سروده‌اند. تشکیلِ دولت‌های شیعی سبب شد تا آزادیِ نسبی در سرزمین‌های عربی برقرار شود و زمینه برای بیان مسائلی مانند خونخواهیِ حسین بن علی نیز بیشتر فراهم شود. منصور بن بَسّام بغدادی، ناشِئِ صغیر، سَیِّد رَضیّ، شَریف مرتضی، مهیار دیلمی و اَبُوالْعَلاء مَعَرّی در این دوران شعر سروده‌اند. در نیمهٔ دوم خلافت عباسی، سروده‌های عاشورایی با تهی‌شدن از خونخواهی و مبارزه‌طلبی، شعری اشک‌طلب و دور از مقاومت شد، اما در همین زمان در مغرب که خلافت فاطمیان در جریان بود، خونخواهیِ حسین بن علی شدت یافت. عُمارَة اَلْیَمَنی از این شاعران است. از سدهٔ هفتم تا نهم هجری، به‌آرامی هَجوِ عاملان کربلا به طعن و فرجام‌خواهیِ اُخرَوی بر آنان تبدیل و شاعرانِ اهل سنت نیز به میدان وارد شدند. ابن سَناءُالْمُلک، ابن وَردیِ شافِعی و حسن مَخزومی از این گروهند. از سده‌های دهم تا پایان سدهٔ سیزدهم هجری، تقلید از شعر عرب رواج یافت و بسیاری از فقیهان و عالمانی که در ادبیاتْ تَبَحُّری نداشتند، به این عرصه وارد شدند. مقتل‌خوانی اوج گرفت و پیام‌های عاشورایی به فراموشی سپرده شد. بااین‌همه، کسانی چون مُلّاکاظم اَزْری، سید محمدمهدی بَحرُالْعُلوم، هاشم اَلْکَعبی، سید حیدر حِلّی و محمد نَصّار در این دوران سروده‌های حماسی و احساسی دارند. در عصر حاضر، شعر عاشورایی در اوج خود قرار دارد و بسیاری از شاعران شیعه، سنی و حتی مسیحی در رثای حسین بن علی و واقعهٔ عاشورا شعر سروده‌اند؛ مانند محسن اَبُوالْحُبّ، عبدالحسین جواهر، مهدی اَعْرَجی، زَکیّ اَلْمَحاسِنی، عَبدُالْمُنْعِم اَلْفَرطوسی، بولِس سَلامَة، سَعید اَلْعُسیلی، عبدالله اَلْعَلائِلی. در شعر معاصر ویژگی‌های حسین بن علی مانند هدایت‌گری، شجاعت، ظلم‌ستیزی، ایمان، فریادرسی و الگوی مبارزه بودنش مورد توجه قرار گرفته است. از شاعران این دوران می‌توان از محمد اَلسَّماوی، محمد کامل عاملی، مصطفی جمال‌الدین، عبدالقادر اَلنّاصری، ادوار مرقص، هادی کاشِفُ‌الْغِطاء، احمد دَحْبور، یَحییٰ عبدُالْاَمیر اَلشّامی، آدونیس، مُظَفَّر نَوّاب، قاسم حَدّاد، عبدالرَّحمن شَرقاوی، محمد عفیفی، نَزار قَبّانی، اَمَل دُنْقُل، جواد جمیل و بَدْر شاکر سَیّاب نام برد.
تعزیهٔ حسن و حسین لوئیس پلی از آثار ادبیات انگلیسی قرن نوزدهم است که به زندگی حسین و برادرش پرداخته است.
از شاعران ترک‌زبان که در رثای حسین بن علی سروده‌ها دارند می‌توان بیضای اردبیلی و عباسقلی یحیوی و رحیم منزوی اردبیلی و عاصم کفاش را نام برد.

### آثار تجسمی

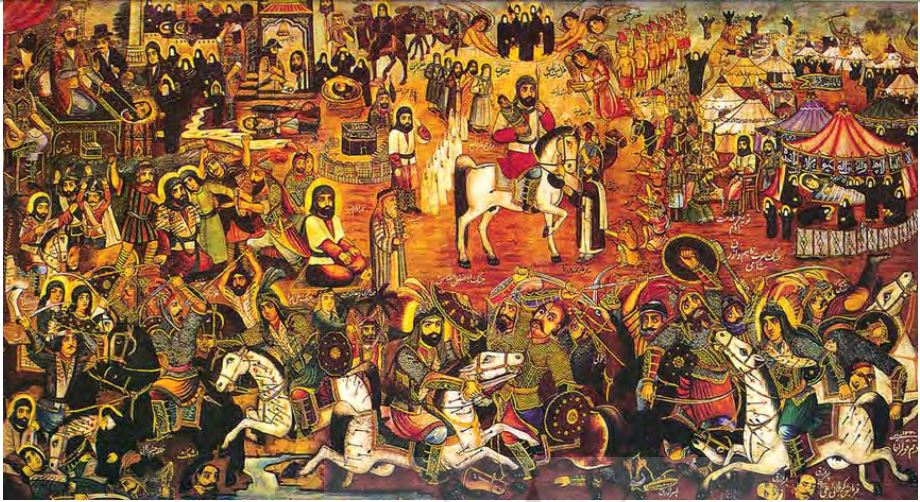
پرده معروف مصیبت کربلا در سبک نقاشی قهوه‌خانه‌ای اثر حسین قوللرآغاسی در سال ۱۳۳۰

در زمینهٔ هنرهای تجسمی و نمایشی، حسین بن علی و نبرد کربلا بسیار مورد توجه قرار گرفته است. این نبرد از موضوعات اصلی در نقاشی قهوه‌خانه‌ای است که از عصر صفوی تاکنون جریان داشته و اوجش در دورهٔ قاجار نمود یافته است. این آثار در بناهای معماری و کاشی‌کاری نیز تجلی یافته است. آثار خوشنویسیِ بسیاری نیز با توجه به آثار ادبی مانند ترکیب‌بند محتشم آفریده شده است. از مشهورترین آثار در زمینهٔ هنرهای تجسمی و نقاشی، نقاشیِ عصر عاشورا اثر محمود فرشچیان است. هنرِ شمایل‌نگاری نیز از دیگر زمینه‌های هنری است که اثرپذیرفته از شخصیت‌های مذهبیِ شیعه همچون حسین بن علی و عباس بن علی است. این شمایل‌ها با آنکه از باورهای عامیانه و نیز سلیقه‌های شخصیِ نقاشان و نیازهای جامعه اثر پذیرفته‌اند، اما بیش از آن، از روایاتِ نقل‌شده در این زمینه متأثرند.

### آثار نمایشی

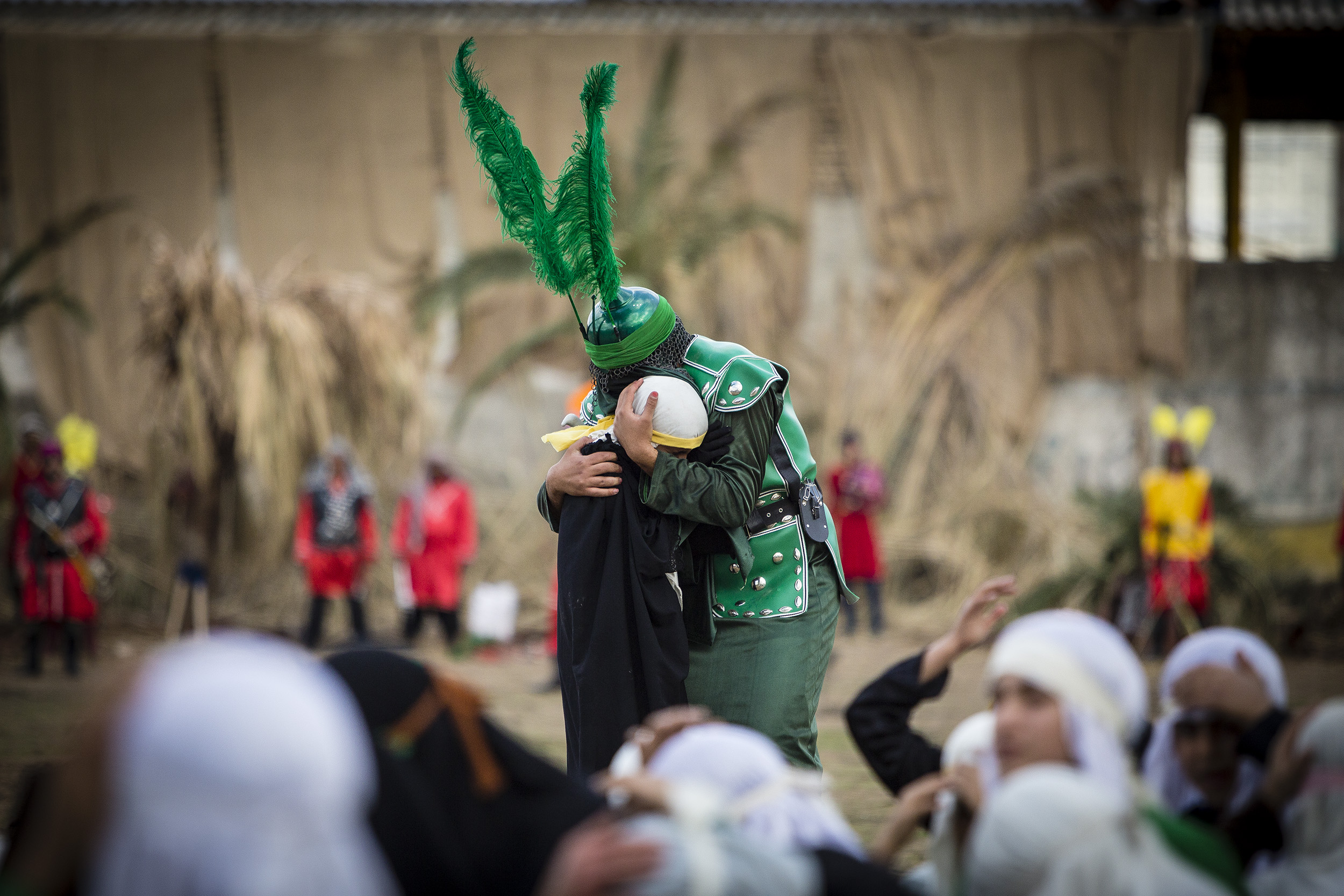
صحنه‌ای از یک نمایش تعزیه

تَعزیه‌خوانی شیوه‌ای نمایش آیینی–مذهبی است که در ارتباط با سوگواری حسین بن علی به‌تدریج در میان شیعیان ایران شکل گرفته است. این شیوه، در ابتدا نوعی شبیه‌گردانی برای خاندان حسین در دسته‌های عزاداری بوده و سپس به‌صورت یک نوع نمایشِ مستقل درآمده است. نخستین گزارش‌های معتبر از این شیوهٔ نمایش مربوط به دورهٔ صفویه است. از اواخر این دوره، تعزیه به شکل امروزی، درآمده است.
در سدهٔ دوازدهم و سیزدهم هجری، عزاداری گسترش یافت و تعزیه و شبیه‌سازی (شبیه‌خوانی) نیز رونق گرفت که هم نتیجهٔ جریان فرهنگی روضةالشهداء و هم متأثر از سیاست‌های حکومت قاجار بوده است.